# Primaires présidentielles du Parti républicain américain de 2016
Les primaires présidentielles du Parti républicain américain de 2016 (en anglais : Republican Party presidential primaries, 2016) sont le processus par lequel les membres et sympathisants du Parti républicain des États-Unis désignent leur candidat à l'élection présidentielle de 2016.
Cette campagne voit le magnat de l'immobilier Donald Trump faire abandonner un par un chacun de ses onze concurrents avant de s'imposer comme candidat républicain. Il crée à nouveau la surprise en étant élu 45e président des États-Unis le 8 novembre 2016 face à Hillary Clinton avec 304 grands électeurs contre 227.

## Contexte
Ne pouvant se représenter après avoir exercé deux mandats, le démocrate Barack Obama doit céder la place de président des États-Unis deux mois après l'élection présidentielle, en janvier 2017.
Les primaires républicaines sont longtemps marquées par une grande incertitude quant à leur issue. Elles interviennent alors que le Parti républicain détient la majorité au Congrès, mais n'a pas remporté d'élection présidentielle depuis 2004. Les primaires démocrates voient quant à elles s'affronter seulement deux favoris : l'ancienne secrétaire d'État Hillary Clinton et le sénateur du Vermont Bernie Sanders.

## Procédures

### Déroulement
Chaque délégation est composée de trois types de délégués : les membres Comité national républicain (RNC), les délégués des districts congressionnels (CD) et des délégués de l'État (AL). Ils peuvent avoir un mandat impératif, qui les engage quant à leur vote lors de la convention, ou un mandat libre (représentatif), qui ne les contraint pas sur le vote lors de la convention. 
Si un candidat suspend sa campagne, les délégués au mandat impératif qui lui avaient été attribués peuvent se transformer en délégués au mandat libre suivant les règles de chaque État. Par exemple, dans l'Iowa, les délégués au mandat impératif demeurent liés à leur candidat, même dans le cas où celui-ci suspendrait sa campagne.
| Date        | État ou territoire     | Type de délégués | Type de délégués | Type de délégués | Type de mandats | Type de mandats | Mode de scrutin                 |
| Date        | État ou territoire     | RNC              | AL               | CD               | Engagés         | Libres          | Mode de scrutin                 |
| ----------- | ---------------------- | ---------------- | ---------------- | ---------------- | --------------- | --------------- | ------------------------------- |
| 1er février | Iowa                   | 3                | 15               | 2                | 30              | 0               | Caucus fermés                   |
| 9 février   | New Hampshire          | 3                | 20               | 0                | 23              | 0               | Primaires semi-fermées          |
| 20 février  | Caroline du Sud        | 3                | 26               | 21               | 50              | 0               | Primaires ouvertes              |
| 23 février  | Nevada                 | 3                | 27               | 0                | 30              | 0               | Caucus fermés                   |
| 1er mars    | Alabama                | 3                | 26               | 21               | 50              | 0               | Primaires ouvertes              |
| 1er mars    | Alaska                 | 3                | 25               | 0                | 28              | 0               | Caucus fermés                   |
| 1er mars    | Arkansas               | 3                | 25               | 12               | 40              | 0               | Primaires ouvertes              |
| 1er mars    | Géorgie                | 3                | 31               | 42               | 76              | 0               | Primaires ouvertes              |
| 1er mars    | Massachusetts          | 3                | 12               | 27               | 42              | 0               | Primaires semi-fermées          |
| 1er mars    | Minnesota              | 3                | 11               | 24               | 38              | 0               | Caucus ouvert                   |
| 1er mars    | Oklahoma               | 3                | 25               | 15               | 43              | 0               | Primaires fermées               |
| 1er mars    | Tennessee              | 3                | 28               | 27               | 58              | 0               | Primaires ouvertes              |
| 1er mars    | Texas                  | 3                | 44               | 108              | 155             | 0               | Primaires ouvertes              |
| 1er mars    | Vermont                | 3                | 13               | 0                | 16              | 0               | Primaires ouvertes              |
| 1er mars    | Virginie               | 3                | 13               | 33               | 49              | 0               | Primaires ouvertes              |
| 5 mars      | Kansas                 | 3                | 25               | 12               | 40              | 0               | Caucus fermés                   |
| 5 mars      | Kentucky               | 3                | 25               | 18               | 46              | 0               | Caucus fermées                  |
| 5 mars      | Louisiane              | 3                | 25               | 18               | 46              | 0               | Primaires fermées               |
| 5 mars      | Maine                  | 3                | 14               | 6                | 23              | 0               | Caucus fermés                   |
| 6 mars      | Porto Rico             | 3                | 20               | 0                | 23              | 0               | Primaires ouvertes              |
| 8 mars      | Hawaii                 | 3                | 10               | 6                | 19              | 0               | Caucus fermés                   |
| 8 mars      | Idaho                  | 3                | 29               | 0                | 32              | 0               | Primaires fermées               |
| 8 mars      | Michigan               | 3                | 14               | 42               | 59              | 0               | Primaires ouvertes              |
| 8 mars      | Mississippi            | 3                | 25               | 12               | 40              | 0               | Primaires ouvertes              |
| 10 mars     | Îles Vierges           | 3                | 6                | 0                | 6               | 3               | Caucus fermés                   |
| 12 mars     | Guam                   | 3                | 6                | 0                | 0               | 9               | Convention Territoriale fermée  |
| 12 mars     | Washington (DC)        | 3                | 16               | 0                | 19              | 0               | Convention fermée               |
| 12 mars     | Wyoming                | 3                | 14               | 12               | 26              | 3               | Caucus fermés                   |
| 15 mars     | Caroline du Nord       | 3                | 69               | 0                | 72              | 0               | Primaires semi-fermées          |
| 15 mars     | Floride                | 0                | 18               | 81               | 99              | 0               | Primaires fermées               |
| 15 mars     | Îles Mariannes du Nord | 3                | 6                | 0                | 9               | 0               | Caucus fermés                   |
| 15 mars     | Illinois               | 3                | 12               | 54               | 69              | 0               | Primaires ouvertes              |
| 15 mars     | Missouri               | 3                | 25               | 24               | 52              | 0               | Primaires ouvertes              |
| 15 mars     | Ohio                   | 3                | 63               | 0                | 66              | 0               | Primaires semi-ouvertes         |
| 22 mars     | Arizona                | 3                | 28               | 27               | 58              | 0               | Primaires fermées               |
| 22 mars     | Samoa américaines      | 3                | 6                | 0                | 0               | 9               | Convention territoriale ouverte |
| 22 mars     | Utah                   | 3                | 37               | 0                | 40              | 0               | Caucus fermés                   |
| 1er avril   | Dakota du Nord         | 3                | 10               | 3                | 0               | 28              | Caucus fermés                   |
| 2 avril     | Colorado               | 3                | 10               | 21               | 34              | 3               | Caucus fermés                   |
| 5 avril     | Wisconsin              | 3                | 15               | 24               | 42              | 0               | Primaires ouvertes              |
| 19 avril    | New York               | 3                | 11               | 81               | 95              | 0               | Primaires fermées               |
| 26 avril    | Connecticut            | 3                | 10               | 15               | 28              | 0               | Primaires fermées               |
| 26 avril    | Delaware               | 3                | 13               | 0                | 16              | 0               | Primaires fermées               |
| 26 avril    | Maryland               | 3                | 11               | 24               | 38              | 0               | Primaires fermées               |
| 26 avril    | Pennsylvanie           | 3                | 14               | 54               | 17              | 54              | Primaires fermées               |
| 26 avril    | Rhode Island           | 3                | 10               | 6                | 19              | 0               | Primaires semi-fermées          |
| 3 mai       | Indiana                | 3                | 27               | 27               | 57              | 0               | Primaires ouvertes              |
| 10 mai      | Nebraska               | 3                | 24               | 9                | 36              | 0               | Primaires fermées               |
| 10 mai      | Virginie-Occidentale   | 3                | 22               | 9                | 34              | 0               | Primaires semi-fermées          |
| 17 mai      | Oregon                 | 3                | 10               | 15               | 28              | 0               | Primaires fermées               |
| 24 mai      | Washington             | 3                | 11               | 30               | 44              | 0               | Primaires fermées               |
| 7 juin      | Californie             | 3                | 10               | 159              | 172             | 0               | Primaires fermées               |
| 7 juin      | Dakota du Sud          | 3                | 26               | 0                | 29              | 0               | Primaires fermées               |
| 7 juin      | Montana                | 3                | 24               | 0                | 27              | 0               | Primaires ouvertes              |
| 7 juin      | New Jersey             | 3                | 48               | 0                | 51              | 0               | Primaires semi-fermées          |
| 7 juin      | Nouveau Mexique        | 3                | 12               | 9                | 24              | 0               | Primaires fermées               |
| Total       | Total                  | Total            | Total            | Total            | 2 363           | 109             |                                 |

### Débats et forums
Treize débats sont programmés pour départager les candidats, entre le 6 août 2015 et le 21 mars 2016, soit sept de moins qu'en 2012. Finalement, il n'y en eut que douze ; le treizième fut annulé après le désistement de Trump et Kasich qui choisissent de s'exprimer devant l'American Israel Public Affairs Committee.
Le nombre de candidats s'élève au départ à 17, ce qui surpasse largement les primaires précédentes. Il fut ainsi décidé de scinder les débats : le débat principal ne concerne que les dix candidats les mieux classés dans les institutions de sondages, tandis que les autres candidats éligibles — avec une cote minimum —, moins bien classés, se confrontent dans un débat secondaire, diffusé plus tôt sur internet.
En complément, un total de neuf forums furent organisés tout le long de la campagne, où les candidats qui le souhaitent expriment leurs idées. Il n'y a qu'un discours par candidat, sans confrontation avec leurs adversaires.

### Campagne

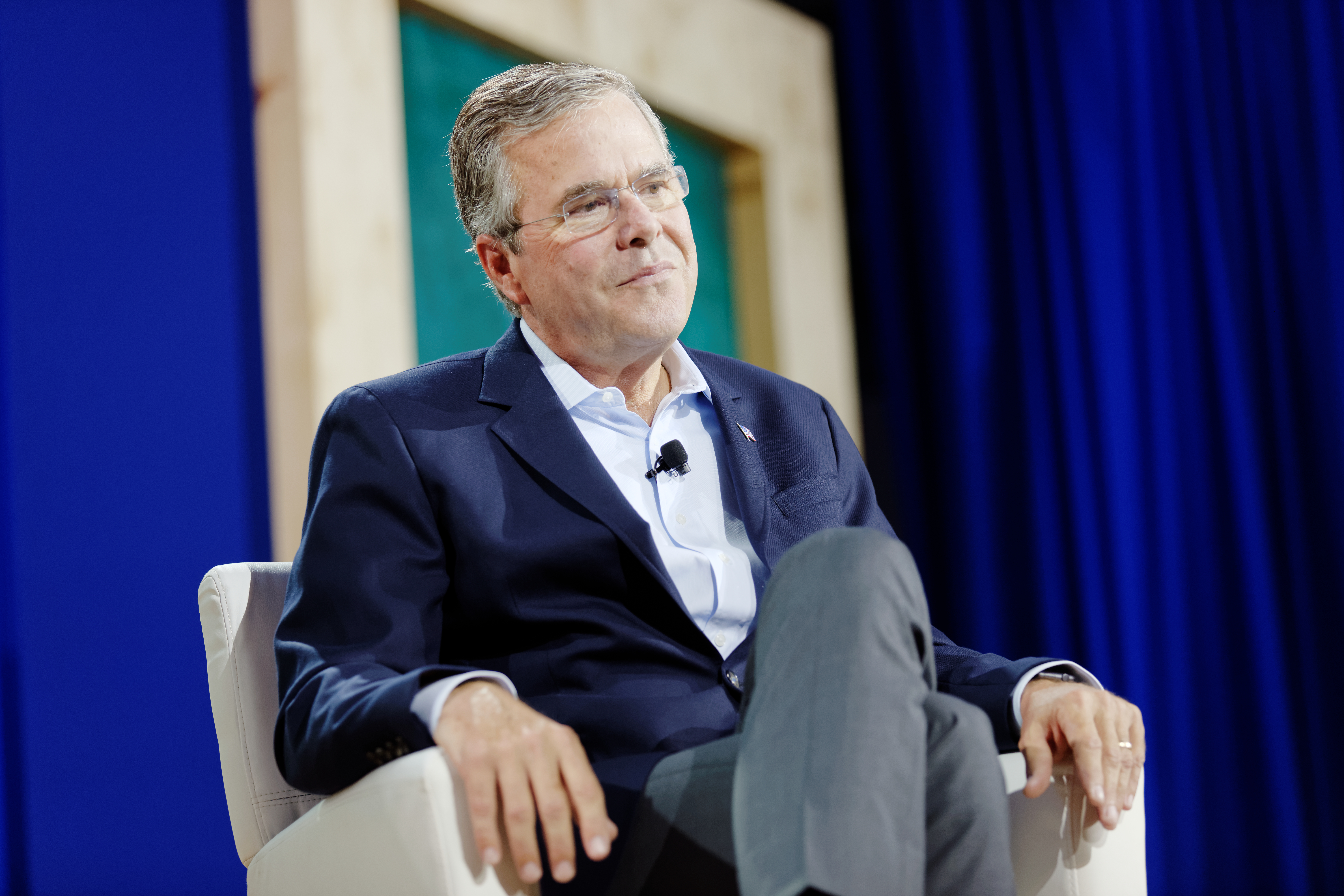
Jeb Bush, favori des sondages entre 2014 et 2015.

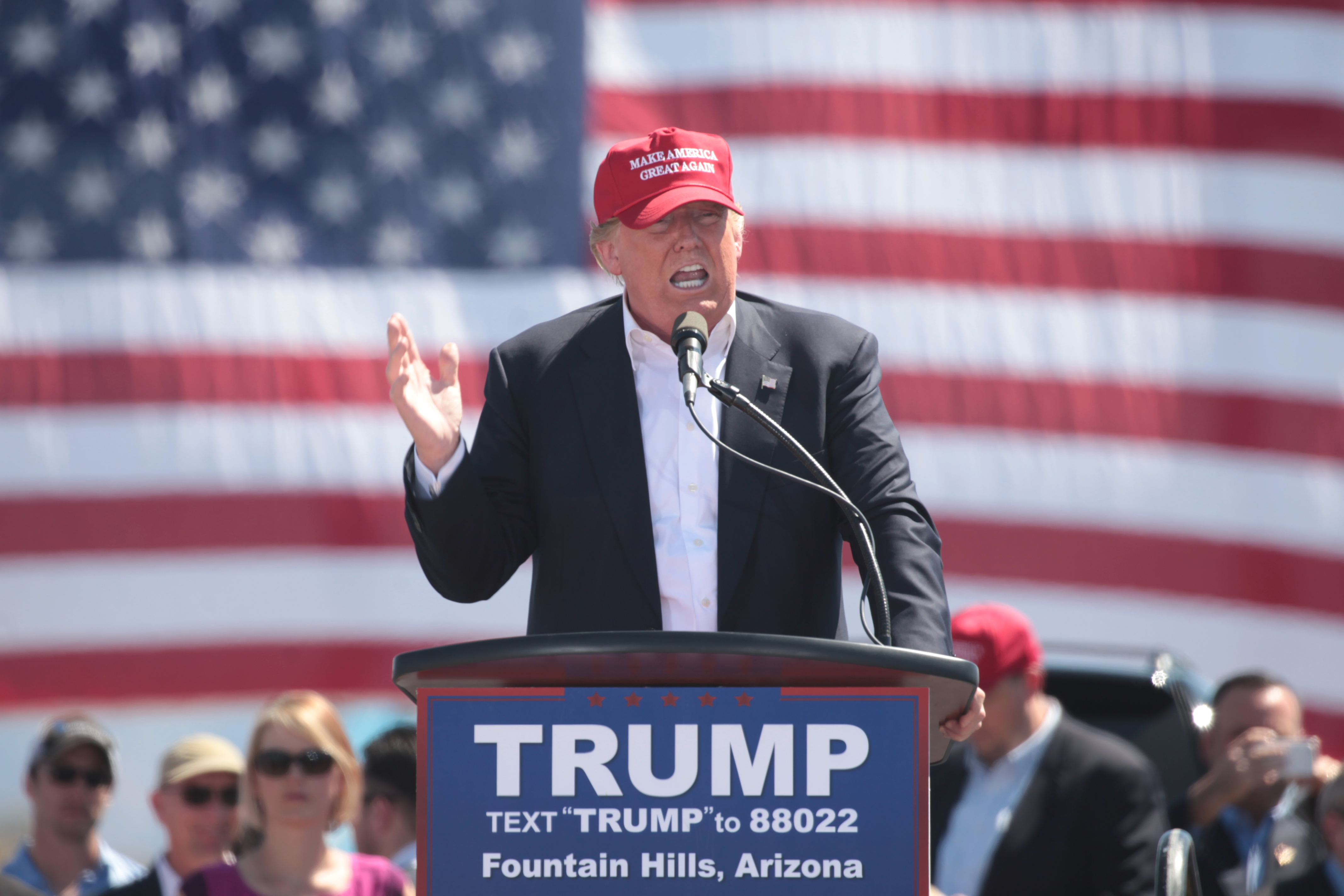
L'homme d'affaires Donald Trump, invité surprise des primaires.

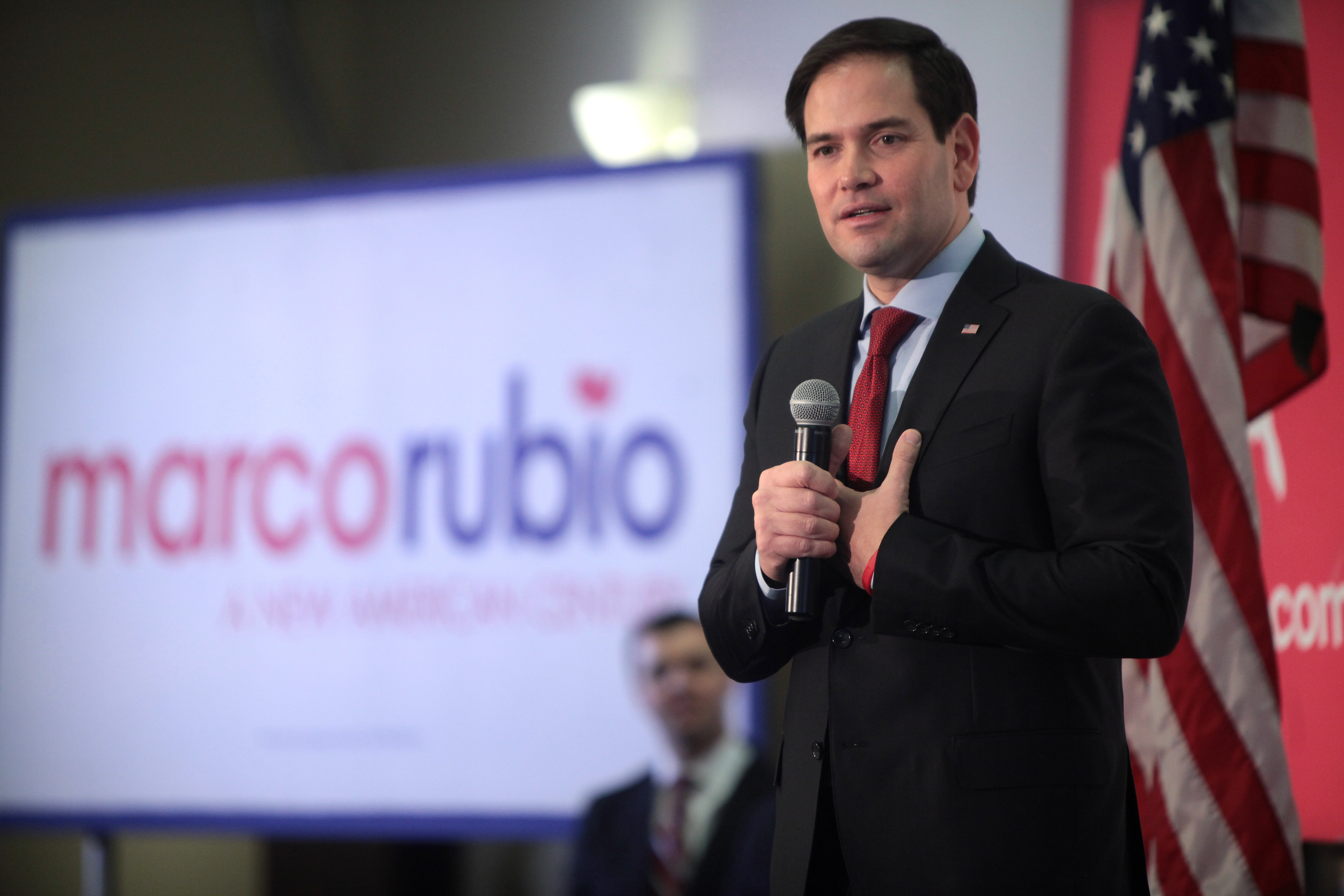
Marco Rubio, un temps candidat soutenu par l'état-major du Parti républicain pour contrer Donald Trump et Ted Cruz.

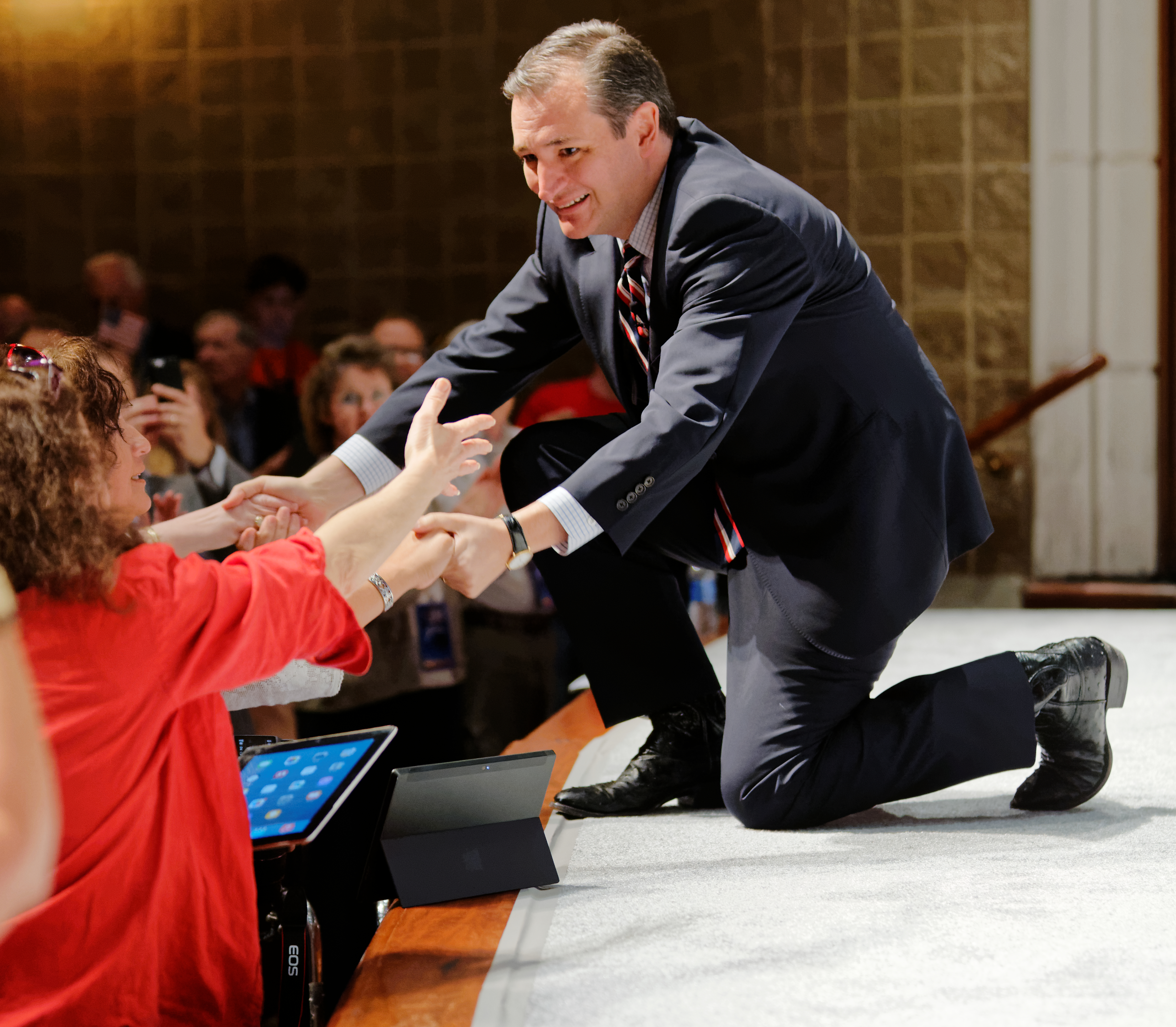
Ted Cruz, figure de l'aile évangélique du parti.

Longtemps, l'incertitude demeure et les sondages sont très fluctuants alors que le nombre de candidats se multiplie. Chris Christie voit les intentions de vote en sa faveur s'effondrer à la suite de l'affaire de la fermeture de voies routières à Fort Lee. À partir de 2014, Jeb Bush apparaît comme étant le favori, notamment en raison de sa capacité à récolter des fonds. Mitt Romney, le candidat républicain à l'élection présidentielle de 2012, semble être un possible recours, mais il annonce qu'il ne se présente pas le 30 janvier 2015. D'autres candidats font alors une percée dans les sondages, notamment Scott Walker, qui est un temps donné favori.
L'homme d'affaires milliardaire Donald Trump, qui n'a jamais exercé une fonction politique, annonce sa candidature en juin 2015 et se place dès le mois suivant en tête des sondages. Il se démarque des candidats traditionnels par sa volonté de financer lui-même sa campagne, par sa rhétorique anti-politiquement correct, ainsi que par son style et ses discours polémiques, notamment sur les questions d'immigration. Sa candidature, dans un premier temps peu prise au sérieux, finit par inquiéter la direction du Parti républicain. Il apparaît ponctuellement menacé, notamment par Ben Carson et Carly Fiorina, mais se maintient à un niveau élevé,.
En octobre 2015, la campagne semble se cristalliser autour des candidatures de Donald Trump, Ben Carson, Marco Rubio et Ted Cruz. Jeb Bush, très attaqué par Donald Trump, a alors perdu considérablement du terrain. Ben Carson est rapidement fragilisé par ses positions en matière de politique étrangère et voit les intentions de vote en sa faveur diminuer de façon continue, notamment au profit de Ted Cruz, perçu comme étant le plus conservateur des candidats. La campagne se centre en particulier sur la question de l'immigration, ce qui permet à Donald Trump et Ted Cruz, tous deux détestés par l'establishment républicain, de prendre un certain avantage. 
Lorsque débute le processus des primaires, Donald Trump est toujours en tête des enquêtes d'opinion. Bien que son score dans le caucus de l'Iowa ait déçu, il parvient à s'imposer lors des primaires suivantes. L'establishment se divise, de son côté, entre les candidatures de Marco Rubio, Chris Christie, Jeb Bush et John Kasich, mais Bush et Christie abandonnent tous deux en février après avoir réalisé de mauvais scores aux primaires. Lors du Super Tuesday du 1er mars 2016, Trump l'emporte dans l'Alabama, l'Arkansas, la Géorgie, le Massachusetts, le Tennessee, le Vermont et la Virginie, tandis que Cruz s'impose dans son État du Texas, ainsi que dans l'Oklahoma et l'Alaska ; de son côté, Marco Rubio remporte son premier État avec le Minnesota, tandis que Kasich réalise un bon score dans le Vermont et dans le Massachusetts. Après ces scrutins, Ben Carson retire sa candidature, tandis que Carly Fiorina apporte son soutien à Ted Cruz.
Donald Trump, au fil des primaires, conforte son statut de favori, sans pour autant parvenir à s'imposer de façon indéniable. Des tribunes politiques et des publicités télévisées négatives financées par des comités d'action politique (PAC) continuent à l'assaillir,. La campagne entre les différents candidats semble alors très tendue et l'hypothèse d'une candidature dissidente de Donald Trump en cas de défaite aux primaires est toujours évoquée. Lors du second « super mardi », le 15 mars 2016, Donald Trump arrive notamment en tête en Floride, l'État natal de Marco Rubio, qui comptait un important nombre de délégués. À la suite de cet échec, Marco Rubio se retire de la course, laissant le champ libre à John Kasich. 
Dès lors, la course se joue à trois : Donald Trump apparaît comme le candidat nationaliste, Ted Cruz comme le conservateur et John Kasich comme le modéré. Trump et Cruz sont les deux favoris, le second accusant le premier de ne pas être un « vrai conservateur », en raison notamment de ses prises de position passées en faveur du Parti démocrate. 
Alors que le taux de participation aux primaires est en hausse, le politologue Alix Meyer souligne que Donald Trump « parvient à attirer une partie de l'électorat républicain qui ne se déplaçait pas auparavant pour les primaires ».
Dans l'histoire récente des campagnes de primaires pour l'élection présidentielle américaine, Donald Trump fait partie des candidats en position de favori des sondages ayant le moins dépensé d'argent,. À la date du 10 mars 2016, il est ainsi, parmi les candidats républicains et démocrates, celui qui a dépensé le plus petit budget de campagne électorale, à savoir 27 millions de dollars (85 millions pour Marco Rubio, 96 millions pour Bernie Sanders, 104 millions pour Ted Cruz et 188 millions pour Hillary Clinton). Il dépense beaucoup dans ses courriers aux électeurs et ses produits dérivés, mais ne commande aucun sondage (alors que Hillary Clinton a dépensé 896 000 dollars dans le domaine pour le seul mois d’avril) et dépense très peu en publicité ou en action militante sur le terrain, misant sur de grands meetings et un fort temps d'antenne dans les médias grâce à ses déclarations polémiques, — il est probablement le candidat le plus suivi de l'histoire des campagnes politiques américaines.
Au début du mois d'avril 2016, la défaite de Trump dans le Wisconsin suscite des doutes quant à sa capacité à recueillir les 1 237 délégués nécessaires pour obtenir l'investiture, alors que John McCain s'était déjà imposé à ce stade en 2008 et que Mitt Romney était proche de la victoire en 2012. Ses partisans dénoncent alors des manœuvres de la part de l’establishment républicain, notamment concernant l'attribution de délégués dans certains États. En mars, Donald Trump avait prédit des « émeutes », si des agissements de la part des dirigeants du Parti républicain devaient l'empêcher d'obtenir l'investiture, avant de brandir la menace d'une candidature indépendante si l'un de ses concurrents venait à être désigné.
Ted Cruz obtient plusieurs victoires significatives, mais a du mal à s'imposer en dehors des États conservateurs des Grandes Plaines. Donald Trump l'emporte largement à New York le 19 avril, ce qui lui permet d'être le seul à prétendre pouvoir obtenir les 1 237 délégués. L'idée d'une « convention ouverte » en juillet reste néanmoins évoquée, avec notamment l'hypothèse d'une candidature de consensus qui parviendrait à s'imposer, comme celle de Paul Ryan. Le 24 avril 2016, Ted Cruz et John Kasich s'accordent pour s'opposer à Donald Trump, chacun des deux laissant le champ libre à celui ayant le plus de chances de l'emporter dans les États de l'Indiana, de l'Oregon et du Nouveau Mexique, afin d'empêcher Trump de réunir le nombre requis de délégués. 
Cette stratégie montre ses limites avec la large victoire de Donald Trump dans l'Indiana, le 3 mai. Ted Cruz puis John Kasich suspendent alors leur campagne. Donald Trump est ainsi assuré d'être désigné candidat du Parti républicain.
Le 26 mai 2016, d'après plusieurs médias américains, Donald Trump obtient la majorité requise pour l'investiture,. Donald Trump l'annonce le jour même lors d'une conférence de presse à Bismarck, dans le Dakota du Nord. Il recueille par ailleurs le meilleur score en nombre de voix (14 millions) jamais obtenu par un candidat à des primaires républicaines.
Le succès de sa candidature contredit la tactique envisagée par les stratèges du Parti républicain, pour qui les défaites successives de John McCain et Mitt Romney devaient pousser à davantage de modération afin de ne pas s'aliéner l'électorat hispanique, en pleine croissance. Soufian Alsabbagh, spécialiste de la droite américaine, estime que Donald Trump incarne l'aboutissement d'un « mouvement de radicalisation » du Parti républicain à travers les candidatures successives de George W. Bush, John McCain et Mitt Romney. D'après le politologue Alix Meyer, « il faut remonter à Barry Goldwater, en 1964, pour trouver un tel décrochage entre le candidat investi et l'appareil du parti dont il se réclame » ; son confrère Marc Landy évoque quant à lui les profils de William Jennings Bryan en 1896 et de George McGovern en 1972. Il faut également remonter à la candidature de Dwight D. Eisenhower en 1952 pour voir un novice en politique remporter l'investiture républicaine,. Des analystes considèrent que son succès s'explique surtout par l'exaspération de la classe moyenne américaine, qui ne s'estime plus représentée par les « élites » de Washington, ainsi que par une montée en puissance aux États-Unis du populisme et du nationalisme. Pour Alix Meyer, le Parti républicain, qui était déjà devenu le parti de l'électorat blanc au moins depuis la présidence de Ronald Reagan, s'affiche pour la première fois comme son défenseur sur le plan idéologique avec Donald Trump.

## Candidats
Cette primaire établit un record pour le nombre de candidats.
|  | Campagnes actives               |
|  | Campagnes abandonnées           |
|  | Caucus de l'Iowa                |
|  | Super Tuesday                   |
|  | Fin des primaires républicaines |
|  | Convention républicaine         |

### Candidat désigné

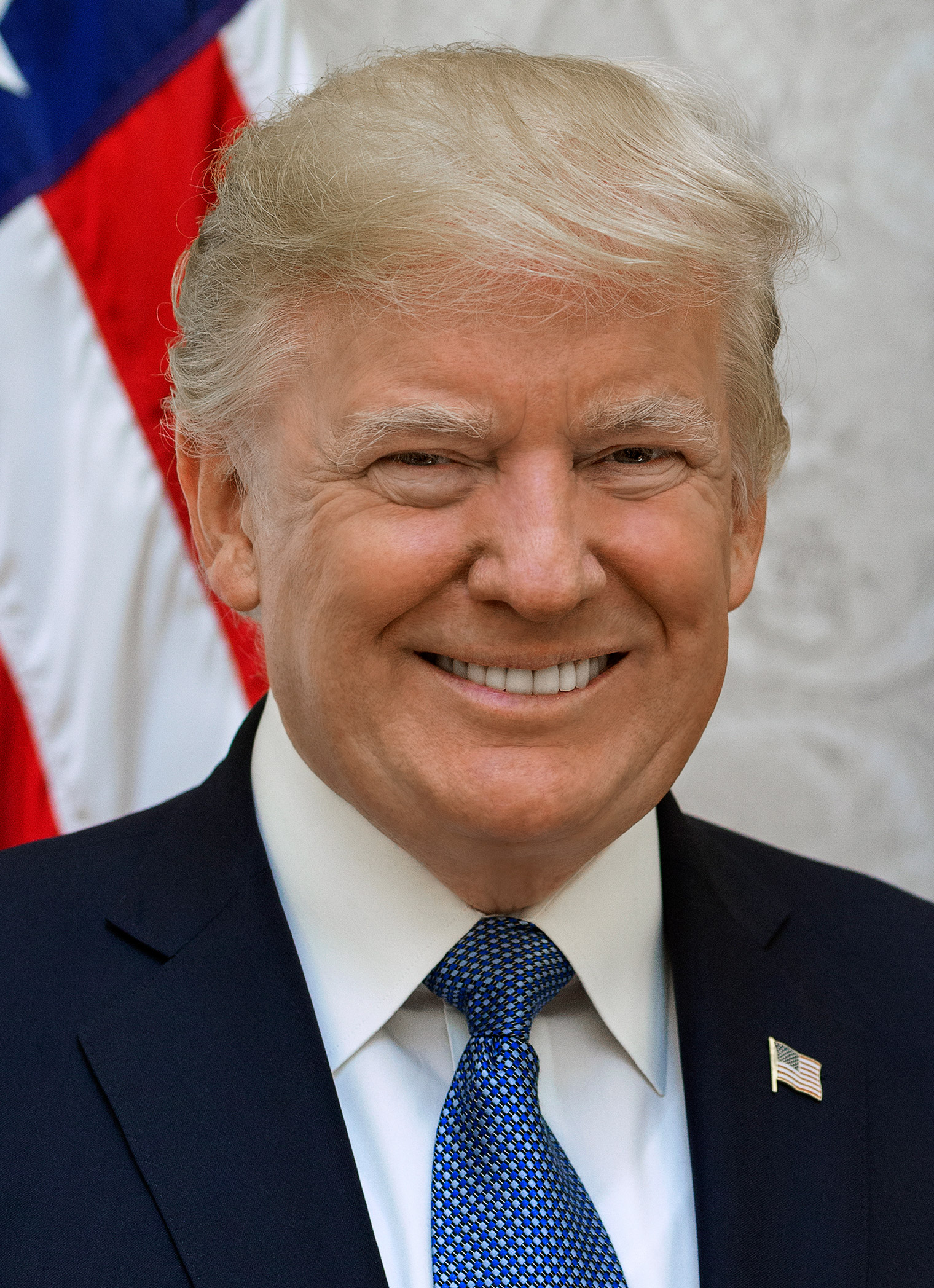
Donald Trump, magnat de l'immobilier, PDG de The Trump Organization depuis 1971[40].

### Candidatures retirées
Les personnes suivantes ont abandonné après le début officiel des primaires, le 1er février 2016 :

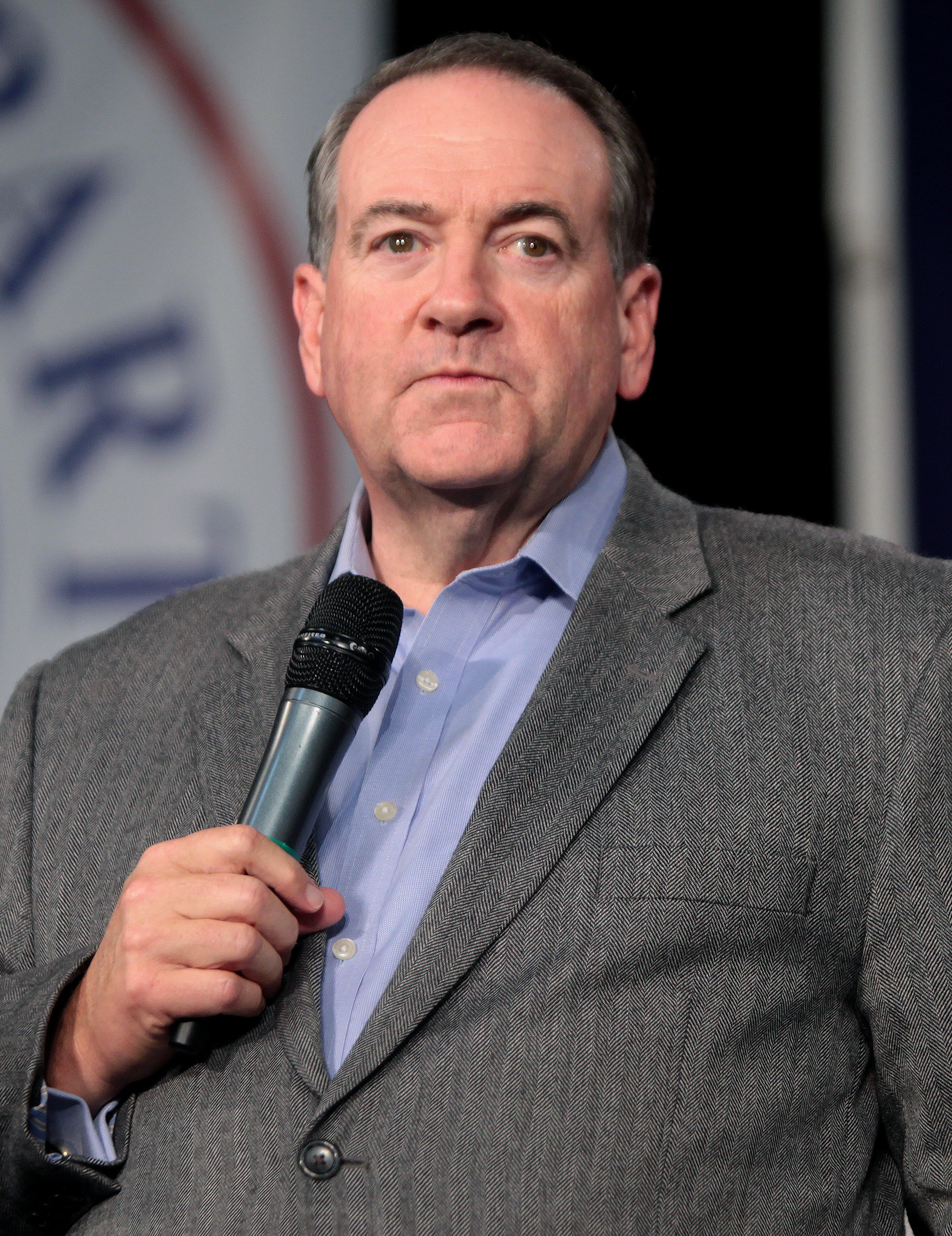
Mike Huckabee, gouverneur de l'Arkansas de 1996 à 2007. Il entre dans la course le 5 mai 2015[41] et suspend sa campagne le 1er février 2016[42].
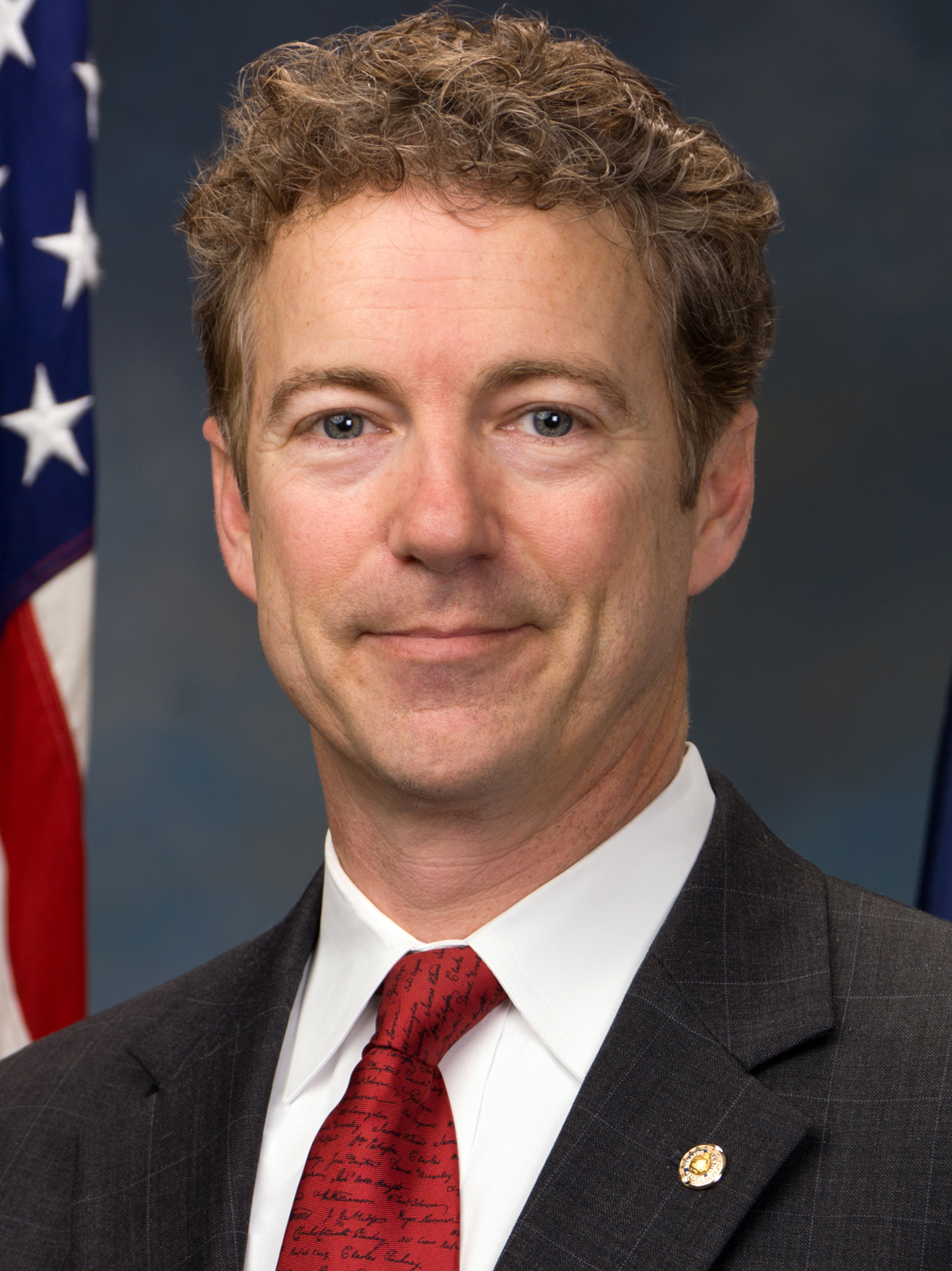
Rand Paul, sénateur du Kentucky depuis 2011[43],[44]. Il annonce sa candidature le 7 avril 2015 et se retire le 3 février 2016[45].
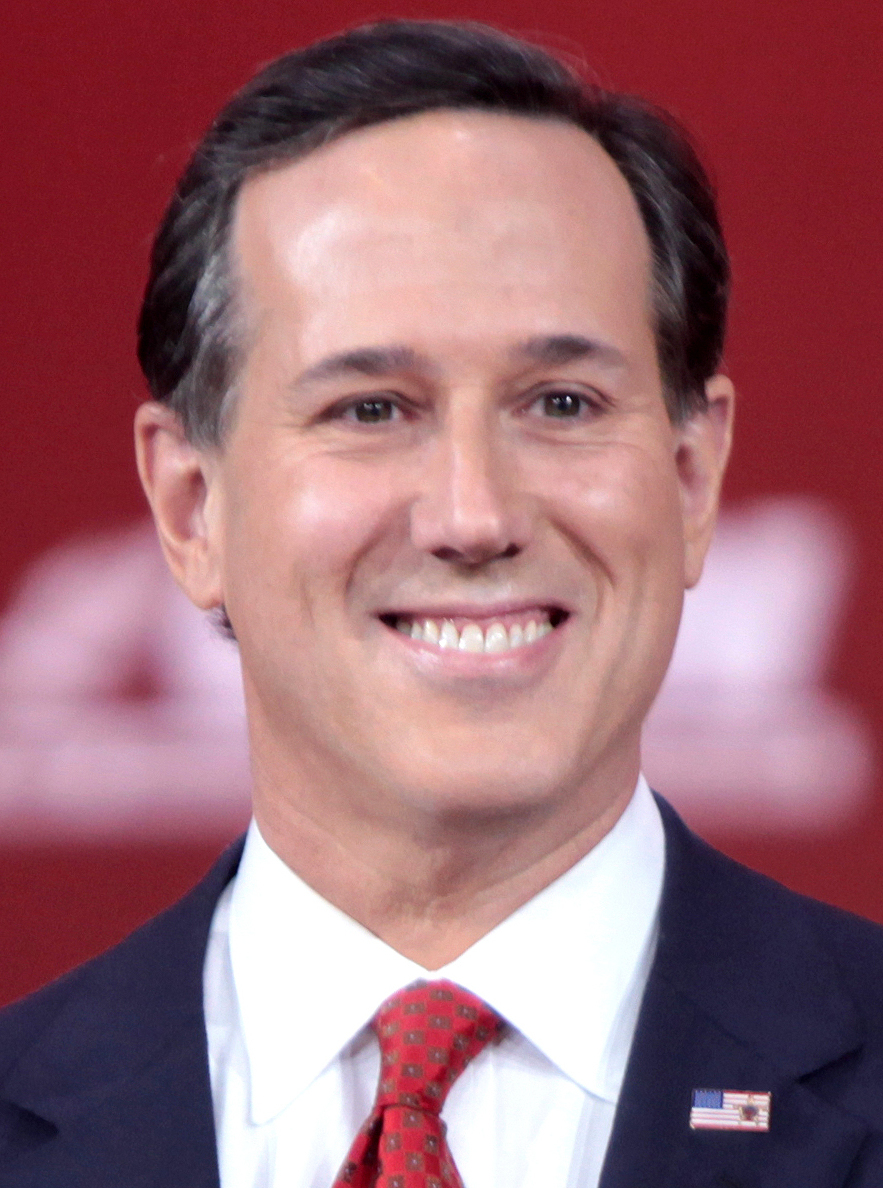
Rick Santorum, sénateur de la Pennsylvanie de 1995 à 2007, représentant de la Pennsylvanie de 1991 à 1995[46]. En lice à partir du 27 mai 2015, il se retire le 3 février 2016[47].
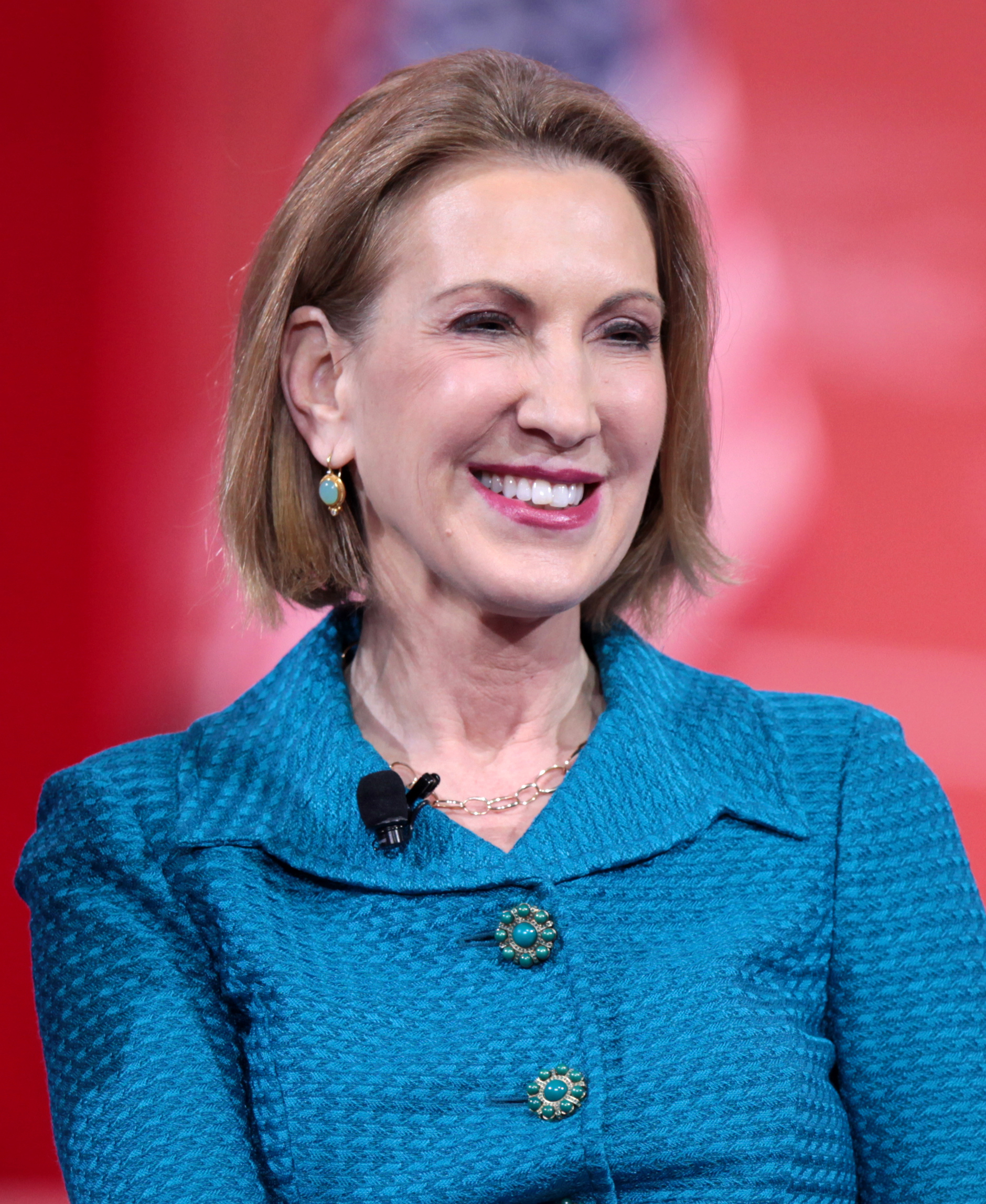
Carly Fiorina, directrice générale de Hewlett-Packard de 1999 à 2005. Entrée en course le 4 mai 2015[48], elle se retire le 10 février 2016[49]. Le 27 avril 2016, Ted Cruz annonce qu'elle sera candidate à la vice-présidence s'il est désigné comme candidat à la présidence[50].
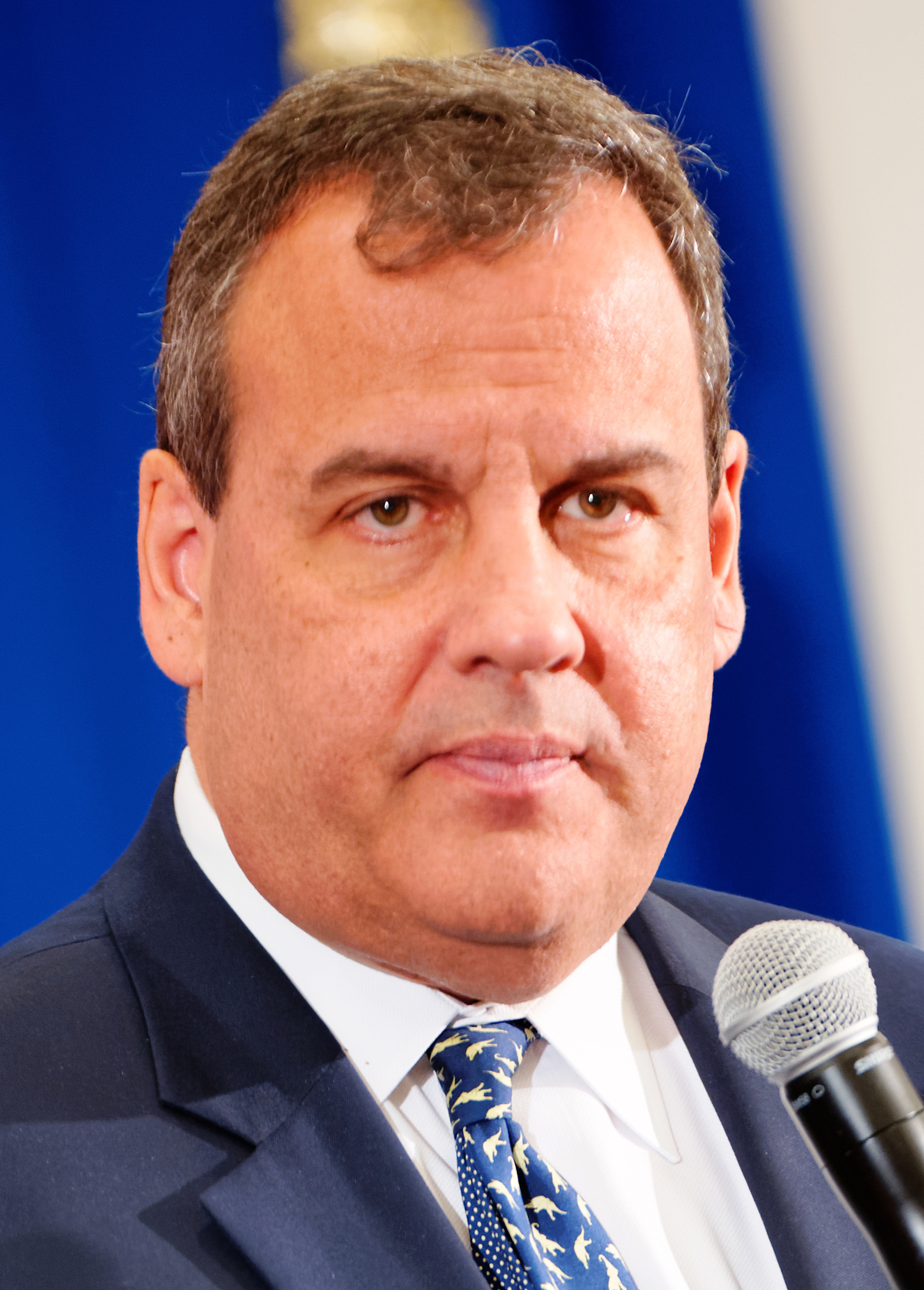
Chris Christie, gouverneur du New Jersey depuis 2010. Il se déclare candidat le 30 juin 2015[51] et quitte la course le 10 février 2016[52]. Il appelle à voter pour Donald Trump le 26 février suivant[53].
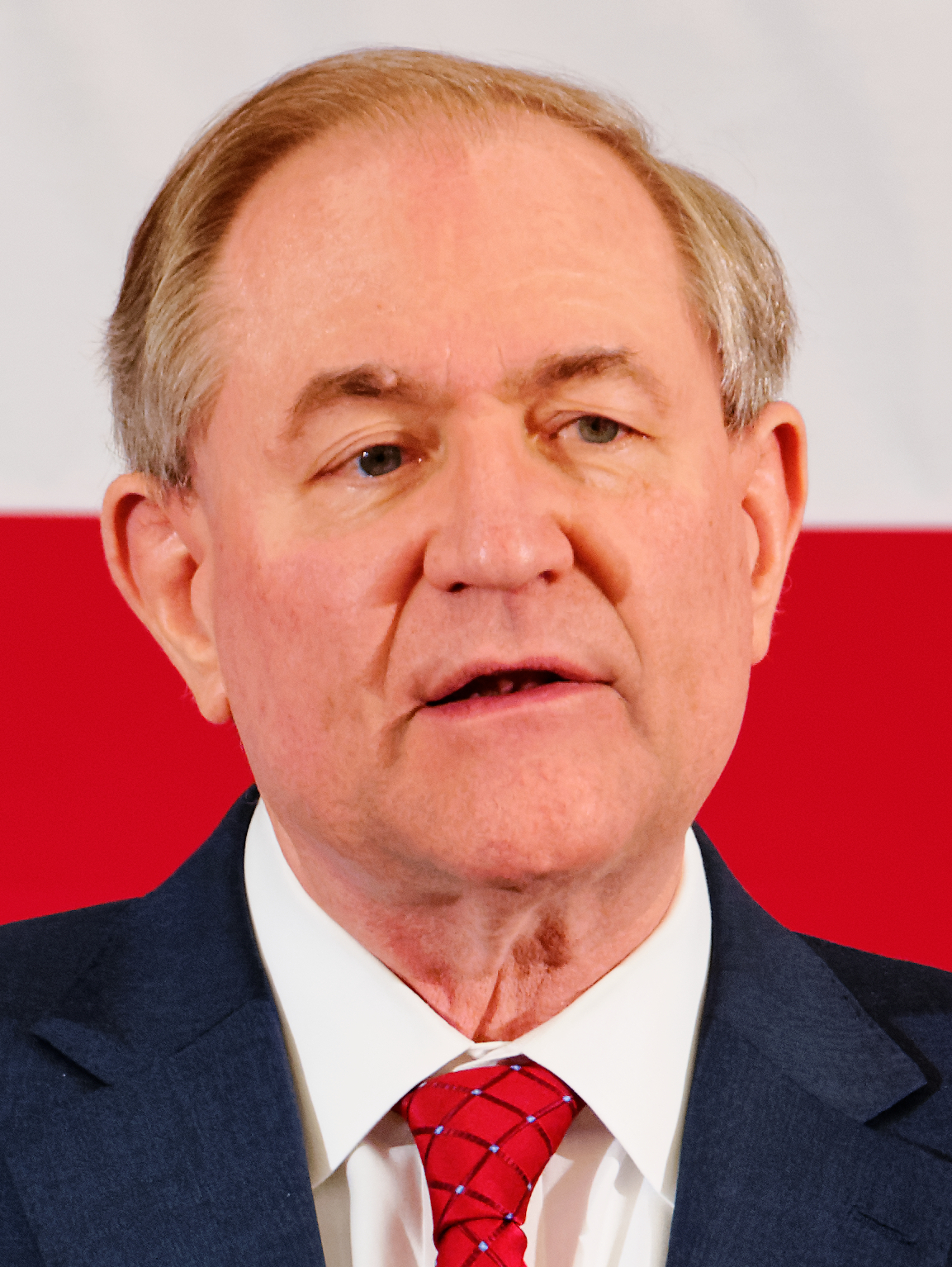
Jim Gilmore, gouverneur de la Virginie de 1998 à 2002[54]. Il annonce sa candidature le 30 juillet 2015, puis son retrait le 12 février 2016[55].
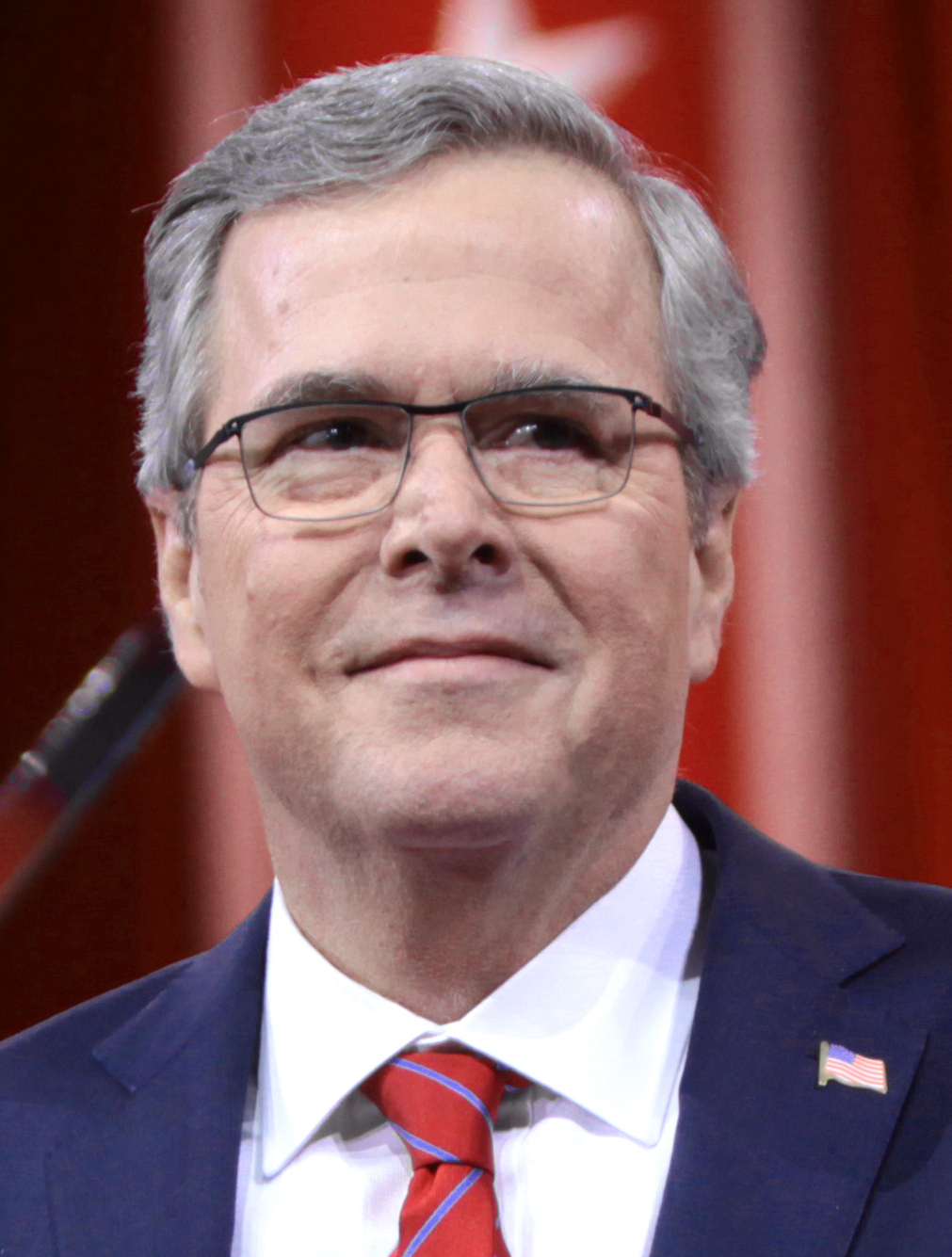
Jeb Bush, gouverneur de la Floride de 1999 à 2007[56]. Il se déclare candidat le 15 juin 2015 et se retire le 20 février 2016[57].
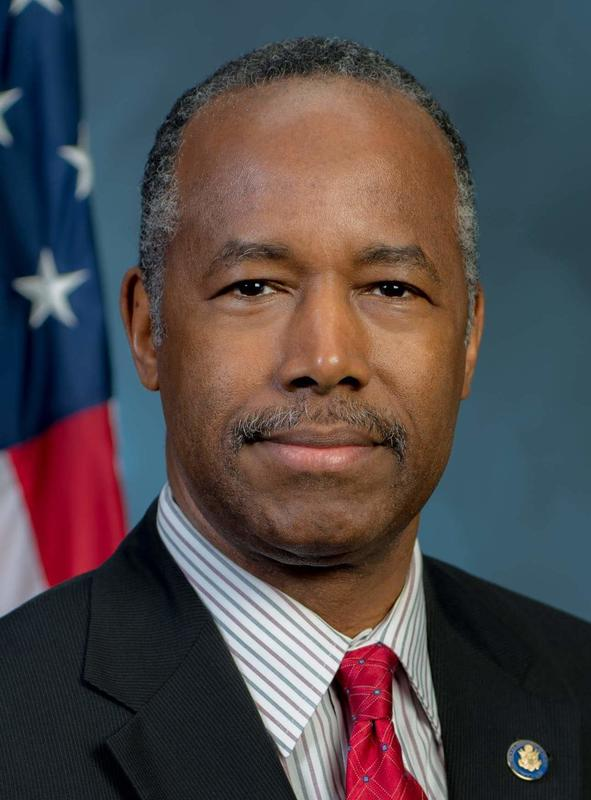
Ben Carson, essayiste et ancien neurochirurgien[58]. Il se déclare candidat le 4 mai 2015 et se retire le 2 mars 2016[59]. Il soutient ensuite Donald Trump[60].
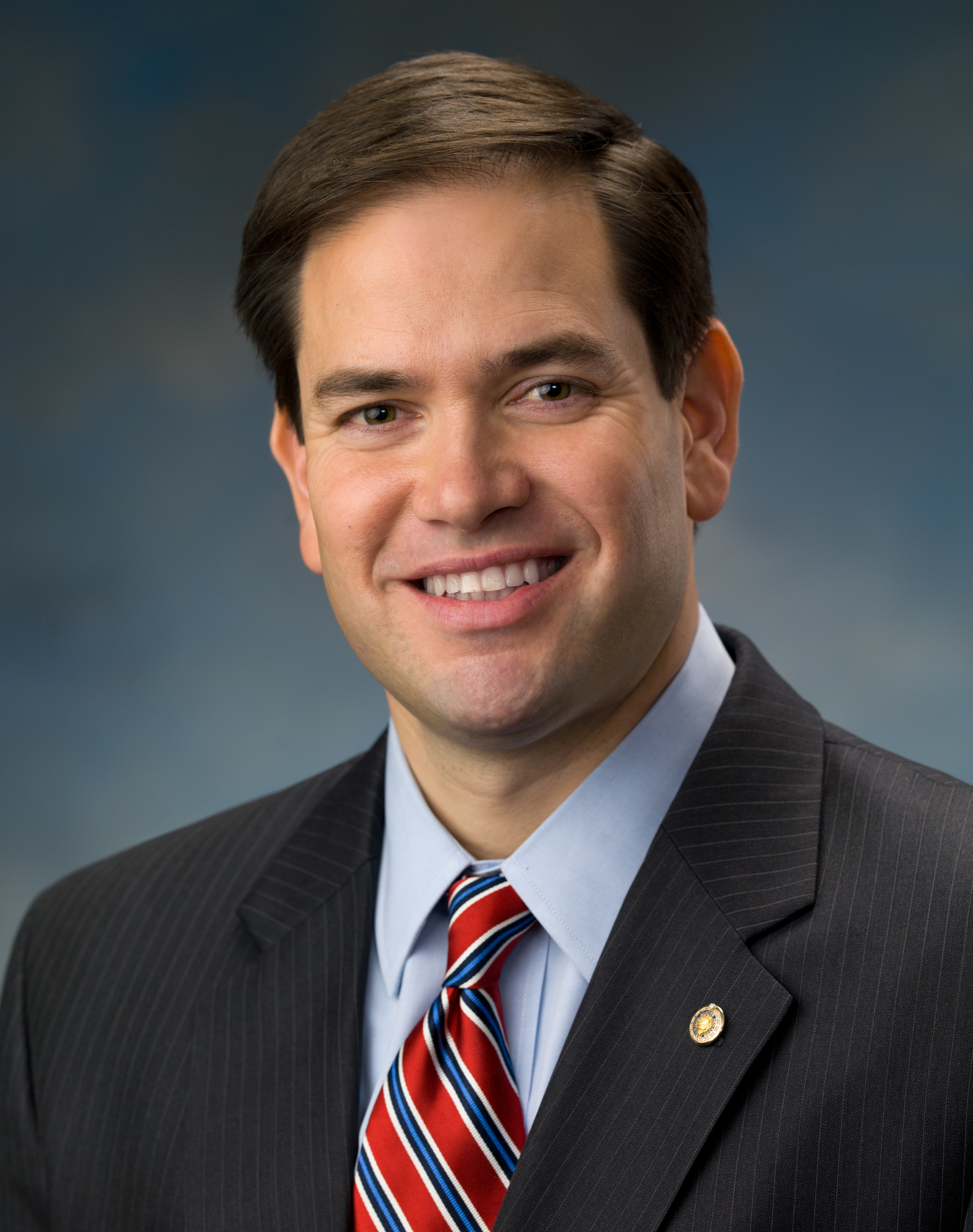
Marco Rubio, sénateur de la Floride depuis 2011[61]. Il entre dans la course le 13 avril 2015[61] et s'en retire le 15 mars 2016[62].
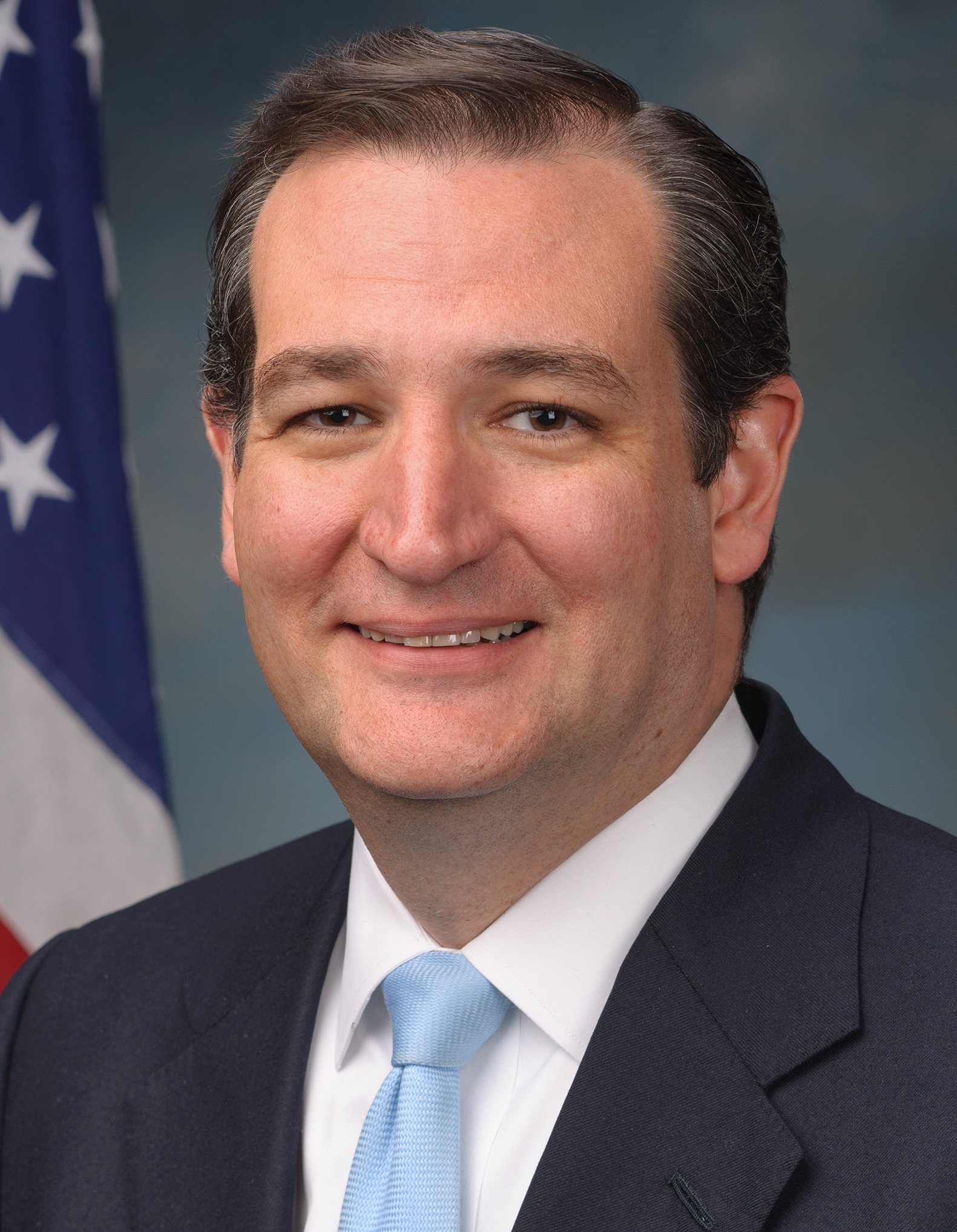
Ted Cruz, sénateur du Texas depuis 2013[63],[64],[65],[66]. Il entre en course le 23 mars 2015 et abandonne le 3 mai 2016[67].
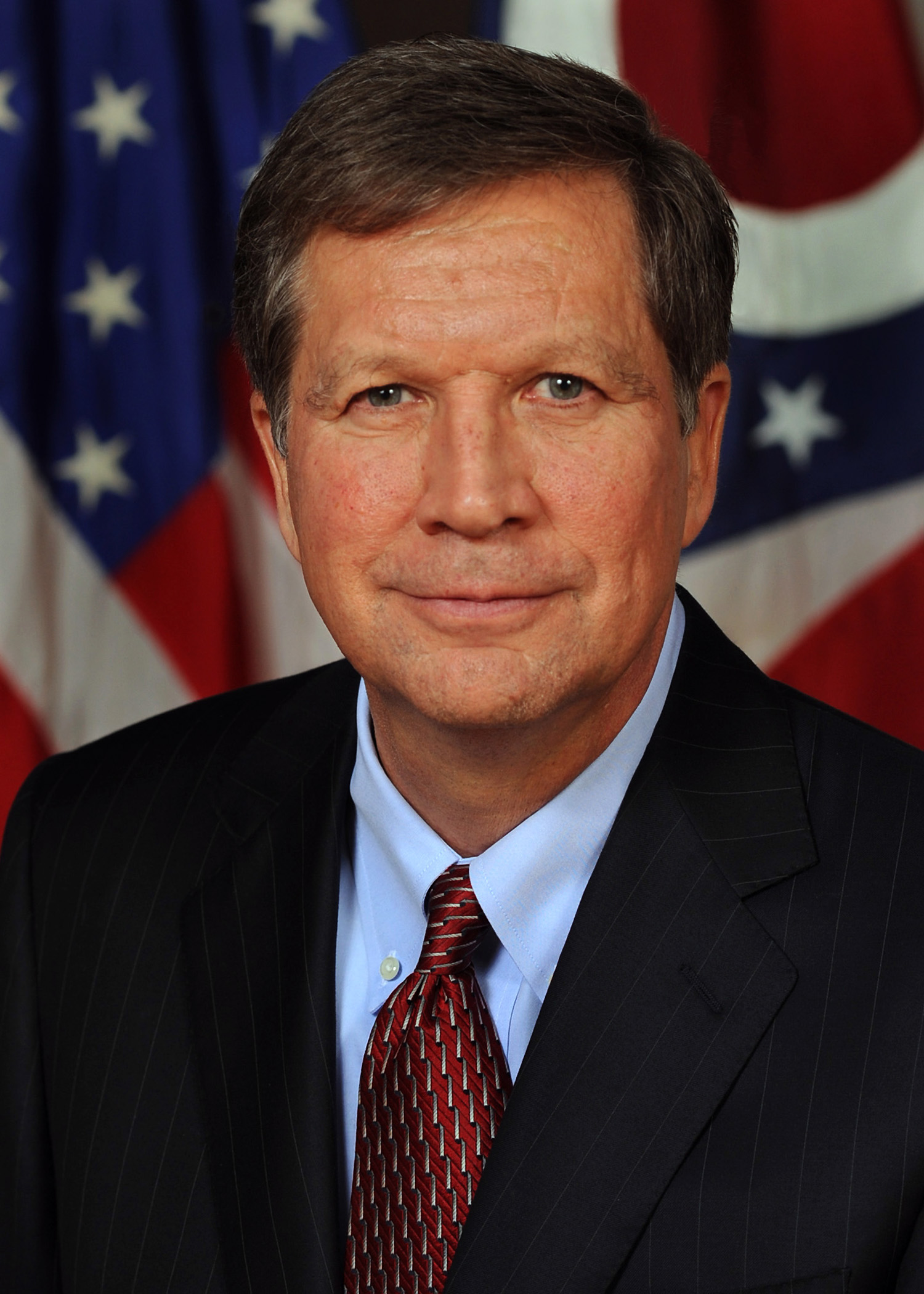
John Kasich, gouverneur de l'Ohio depuis 2011, représentant de l'Ohio de 1983 à 2001[68]. Il annonce sa candidature le 21 juillet 2015 et suspend sa campagne le 4 mai 2016[69].

Les personnes suivantes s'étaient portées candidates, mais ont abandonné en cours de campagne avant le début des primaires :

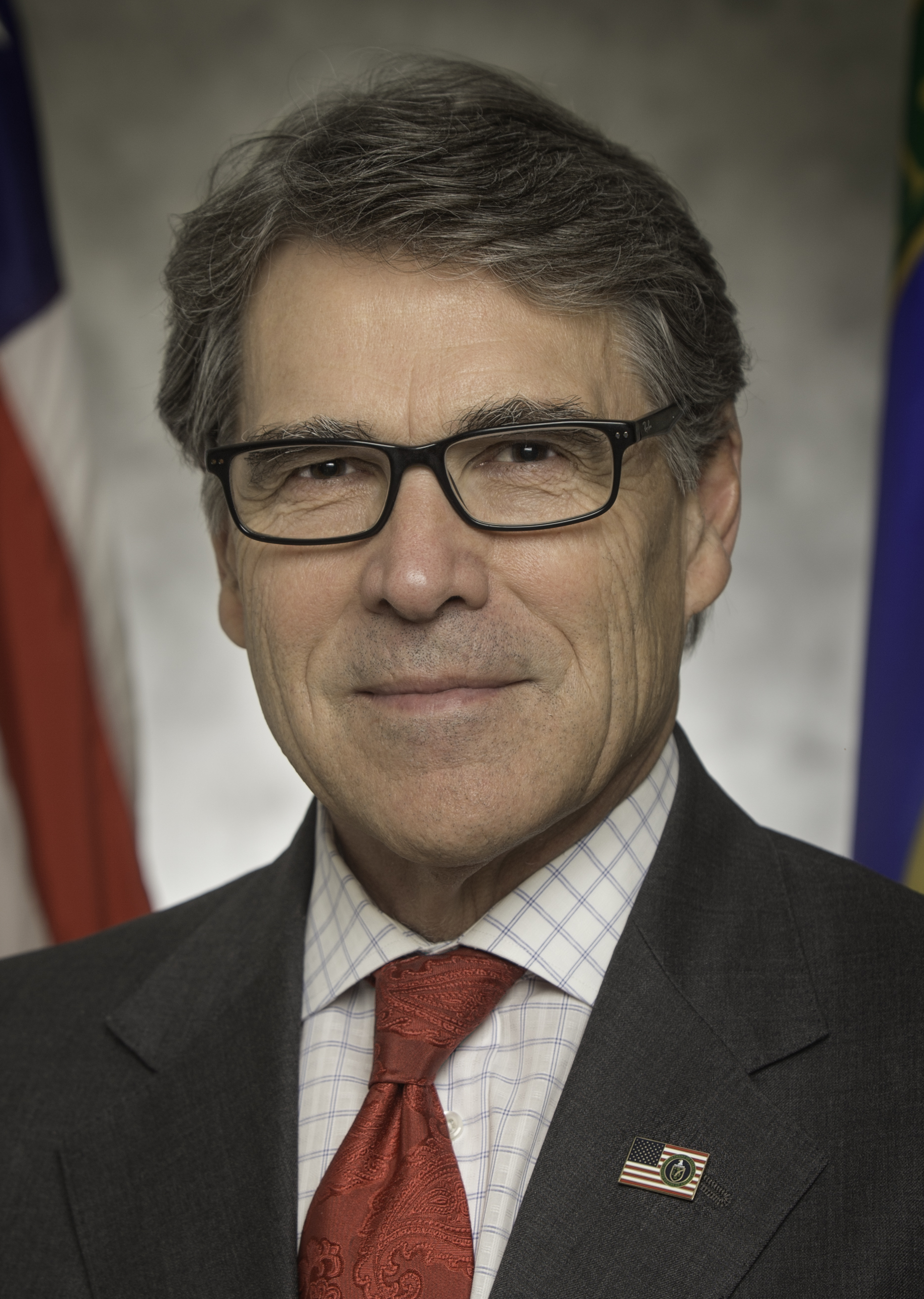
Rick Perry, gouverneur du Texas de 2000 à 2015, lieutenant-gouverneur du Texas de 1999 à 2000. Il entre dans la course le 4 juin 2015[70] et  suspend sa campagne le 11 septembre 2015[71].
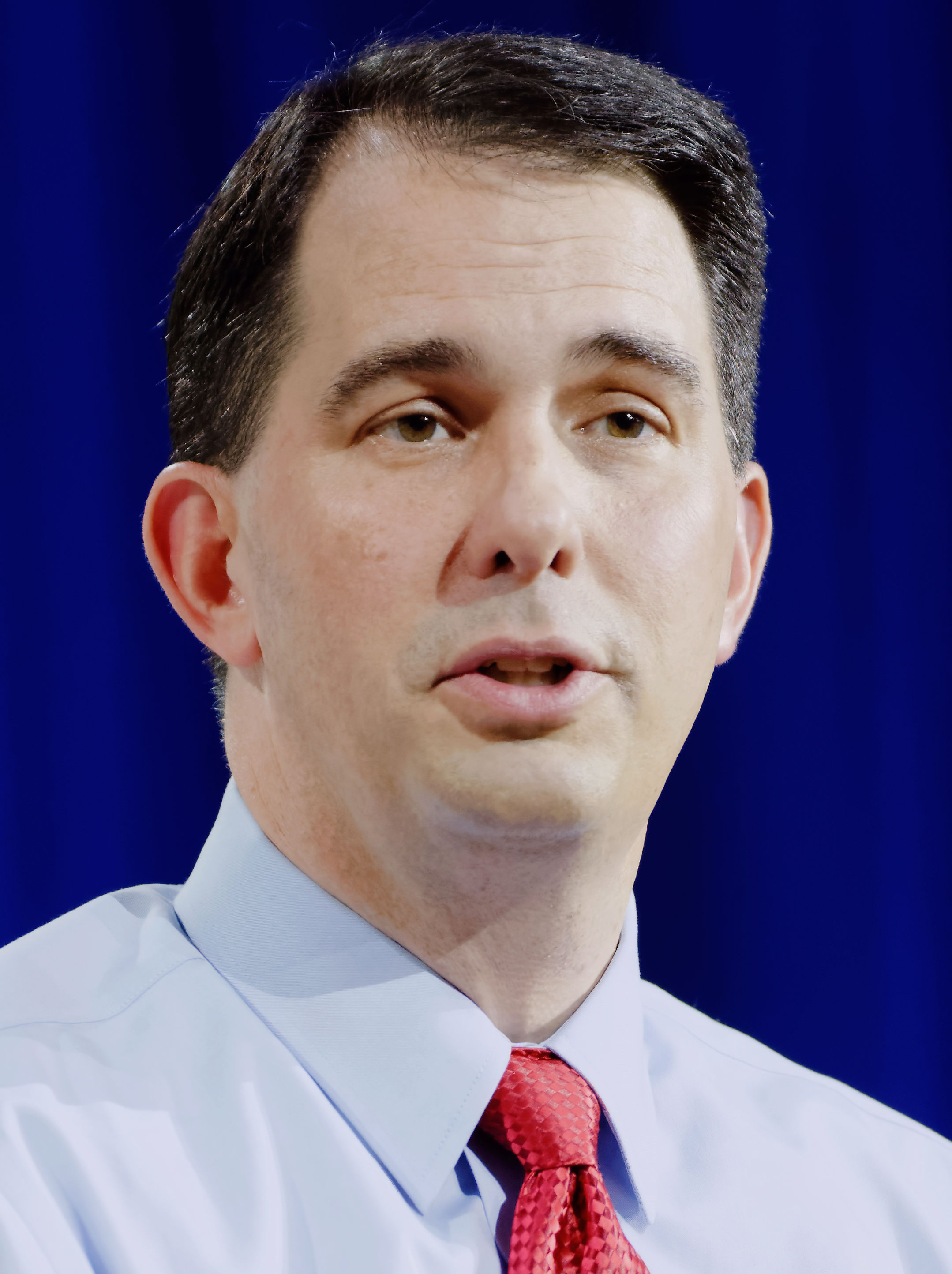
Scott Walker, gouverneur du Wisconsin depuis 2011. Il présente sa candidature le 13 juillet 2015[72] et la retire le 21 septembre 2015[73].
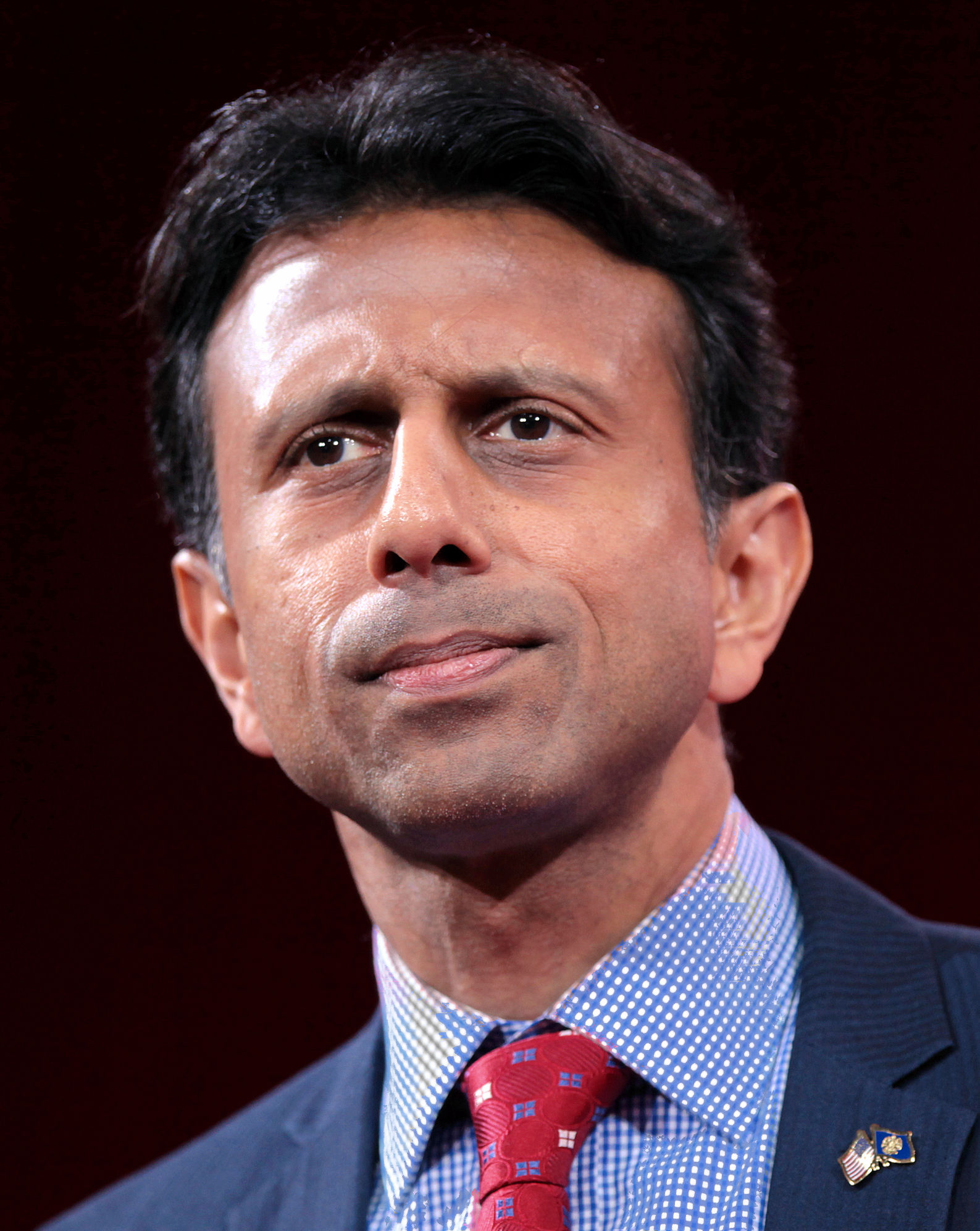
Bobby Jindal, gouverneur de la Louisiane depuis 2008, représentant de la Louisiane de 2005 à 2008 [74]. Entré dans la course le 24 juin 2015, il retire sa candidature le 17 novembre 2015[75].
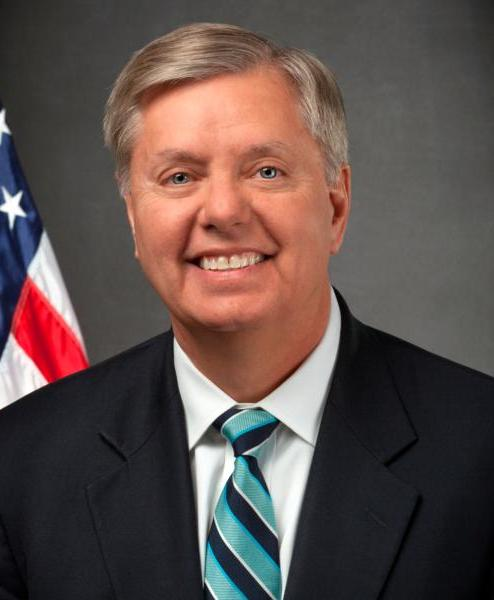
Lindsey Graham, sénateur de la Caroline du Sud depuis 2003, représentant entre 1994 et 2003. Entré en lice le 1er juin 2015, il retire sa candidature le 21 décembre 2015[76],[77].
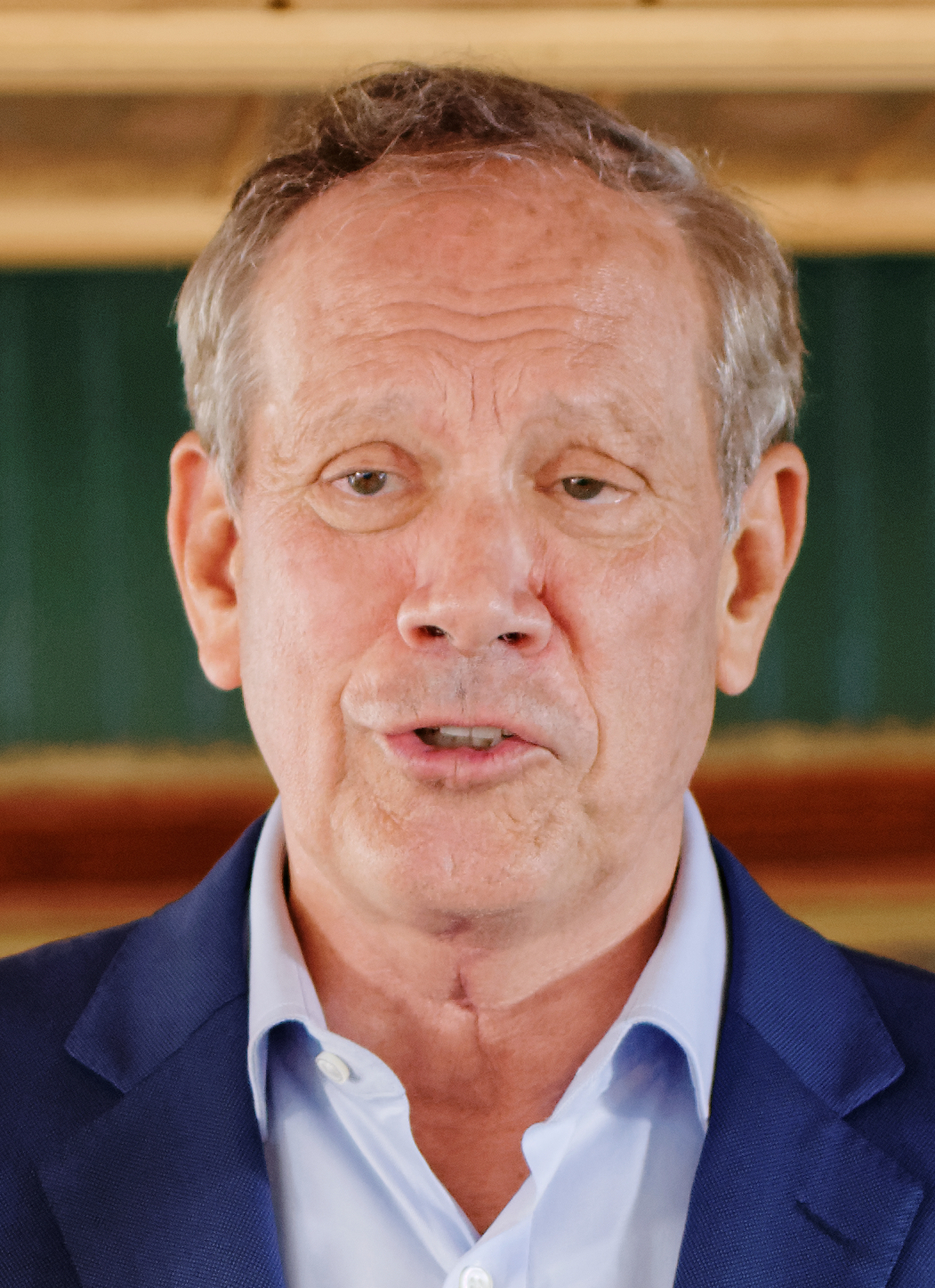
George E. Pataki, gouverneur de New York de 1995 à 2006. Il annonce sa candidature le 28 mai 2015[78], puis la retire le 29 décembre 2015[79].

### Pressentis
Les personnes suivantes ont publiquement exprimé leur intérêt, mais ne se sont pas portées candidates :

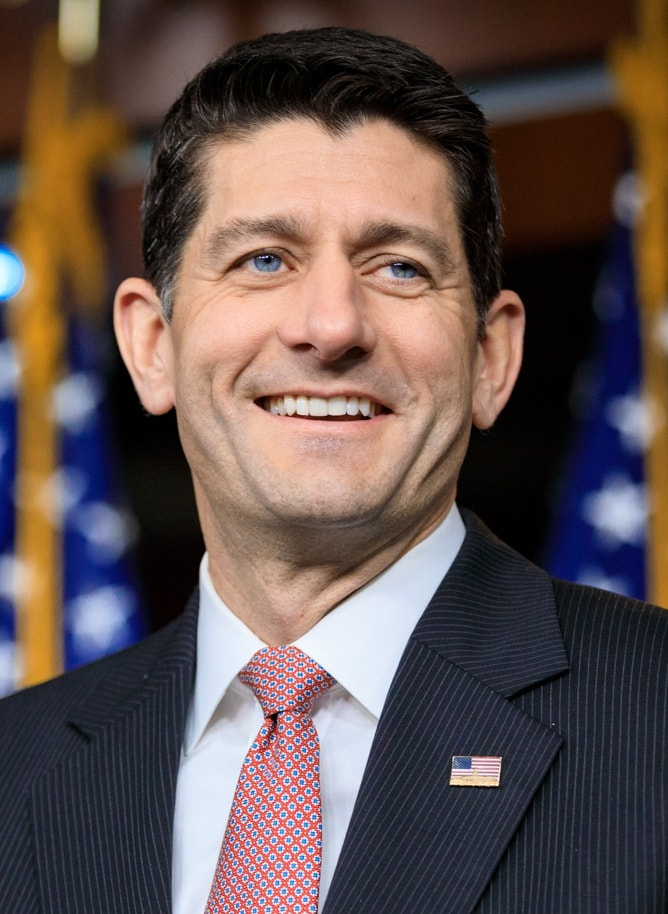
Paul Ryan, candidat du Parti républicain à la vice-présidence en 2012, représentant du Wisconsin depuis 1999 et président de la Chambre des représentants des États-Unis depuis 2015[80].
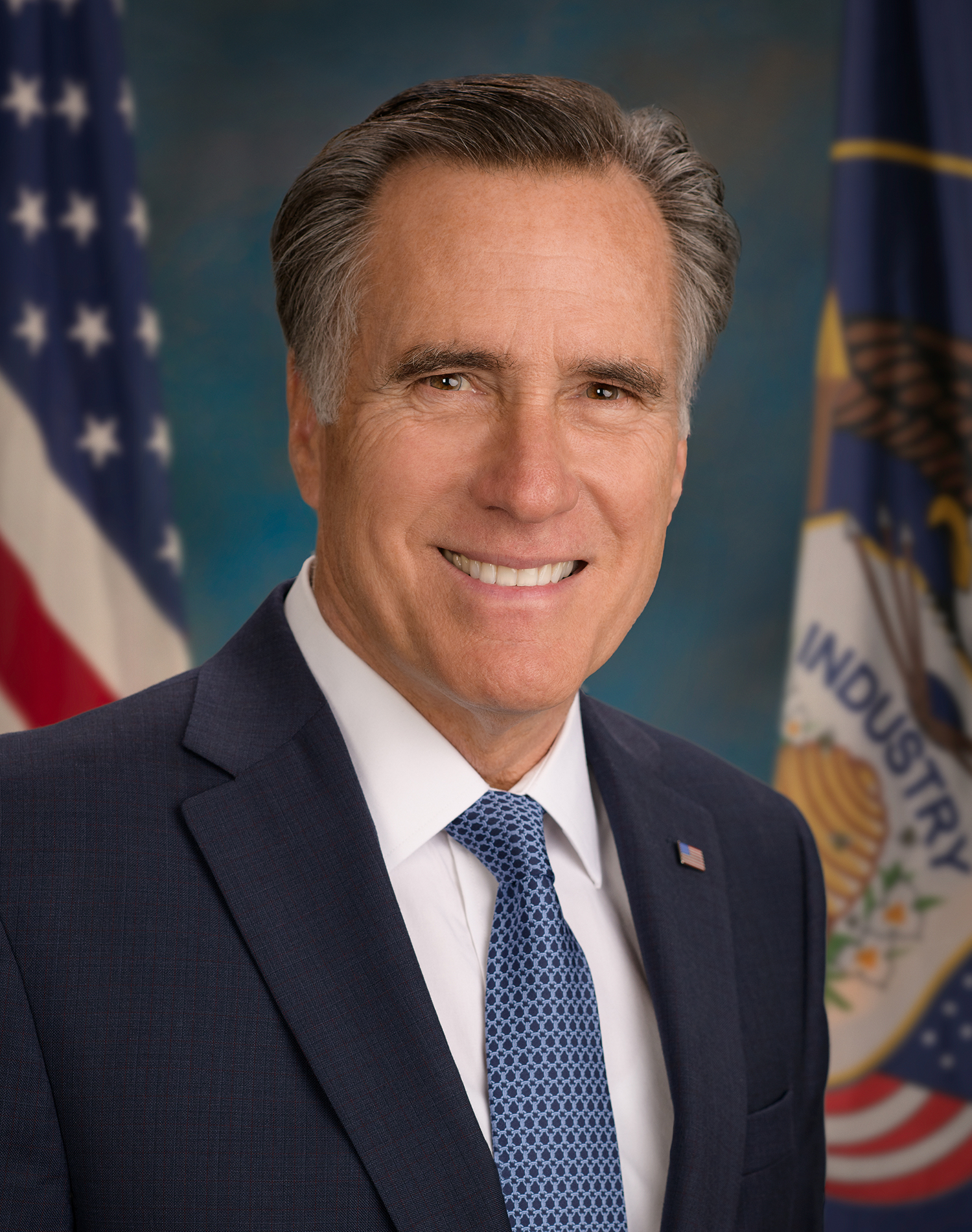
Mitt Romney, gouverneur du Massachusetts entre 2003 et 2007, candidat du Parti républicain à la présidence des États-Unis en 2012[81].

## Sondages

### Sondages nationaux
Au début de la campagne, au mois de juin 2015, l'ancien gouverneur de Floride et favori de la course Jeb Bush, le gouverneur du Wisconsin Scott Walker et le sénateur de Floride Marco Rubio arrivent en tête des intentions de vote dans la plupart des sondages réalisés à l'échelle nationale. Donald Trump n'est situé qu'en fin de peloton avec seulement 3 % des intentions de vote selon CNN , et souffre de la plus faible popularité parmi tous les candidats républicains (32 % d'approbation contre 66 % d'opinion défavorable) selon NBC News. Néanmoins, Fox News remarque une percée du milliardaire new-yorkais immédiatement après l'annonce de sa candidature, avec 11 % d'intentions de vote, tout juste derrière Jeb Bush qui recueille 14 % d'opinion favorable. 
Par ailleurs, à partir du mois de juillet 2015, Donald Trump prend progressivement la tête de la liste des prétendants, obtenant le soutien de près de 20 % des potentiels électeurs républicains selon l'Université Quinnipiac  et NBC News. Cette dynamique en faveur de Donald Trump se confirme tout au long du mois et son avance se renforce continuellement. Après le premier débat télévisé organisé le 6 août 2015 par la chaîne télévisée Fox News, le nouveau favori républicain atteint 25 % des intentions de vote. Parallèlement, on peut constater une lente mais conséquente descente de l'ancien favori, Jeb Bush, qui est désormais dépassé par des personnalités jusqu'alors moins connues, comme le sénateur du Texas Ted Cruz et le neurochirurgien Ben Carson. Ce dernier parvient à se hisser à la seconde place de l'ensemble des sondages réalisés aux mois de septembre et d'octobre. Aussi, une autre personnalité remarquée pour ses bonnes performances télévisées, Carly Fiorina, voit ses intentions de vote légèrement augmenter, atteignant même la troisième place à la fin du mois de septembre selon un sondage de NBC News .Tandis que Donald Trump continue de grimper (il reçoit le soutien de 33 % des républicains sondés dans un sondage réalisé pour ABC News), Ben Carson obtient 20 % d'intentions de vote dans la même enquête. Il parvient même à le dépasser dans un sondage de CBS News publié le 27 octobre 2015, avec 26 % d'opinion favorable contre 22 % pour le milliardaire. Cette courte avance est confirmée par un autre sondage réalisé au cours d'une période similaire par NBC News, qui octroie un avantage de 6 % à Ben Carson.
Néanmoins, ce retard inattendu de Donald Trump face à son concurrent afro-américain est rapidement éclipsé. En effet, le meneur républicain reprend très rapidement la main dès le mois de novembre de la même année. Fox News identifie un soutien de 28 % des sondés à la mi-novembre, contre seulement 18 % pour Ben Carson et à peine 3 % pour Carly Fiorina. Un sondage réalisé par CNN au début du mois de décembre place même Donald Trump en tête de la liste des prétendants républicains à la Maison Blanche avec une avance remarquable de 20 points. Cependant, Ted Cruz et Marco Rubio créent la surprise en effectuant une remontée inespérée au cours du mois de décembre. Le sénateur du Texas reçoit le soutien de 19 % des potentiels électeurs républicains dans une enquête menée par le New York Times au début du mois de janvier, tandis que Marco Rubio atteint 12 % des intentions de vote, désormais troisième. Cependant, Donald Trump garde une large avance avec le soutien de 35 % des sondés de la même enquête. Quant aux autres candidats, l'ancien favori Jeb Bush, le gouverneur du New Jersey Chris Christie, ou encore le sénateur libertarien du Kentucky Rand Paul, restent nettement sous la barre des 10 %, ne parvenant pas à créer la moindre dynamique en leur faveur, et ce depuis le début de la campagne.
À l'issue du caucus de l'Iowa qui s'est tenu le premier février 2016, Ted Cruz, vainqueur surprise de cette étape, engendre une nette progression dans les sondages nationaux. Malgré cette victoire, il ne parvient à s'imposer face à Donald Trump qui reste largement dominant dans l'écrasante majorité des sondages. Il brille même à 49 % des intentions de vote dans un sondage publié par CNN le 2 mai 2016. Il est par ailleurs à noter que le gouverneur de l'Ohio, John Kasich, a profité d'un rebond dans les sondages à l'échelle nationale à la suite de sa bonne performance dans la primaire du New Hampshire. Néanmoins, depuis le début des échéances électorales des primaires de 2016, Donald Trump resté le meneur incontesté dans la généralité des enquêtes.

### Sondages par États
Les États qui ont suscité le plus d'intérêt des sondeurs et des observateurs politiques étaient les deux premiers à organiser leurs primaires. Il s'agit de l'Iowa, qui a tenu son scrutin le premier février 2016, et le New Hampshire qui a organisé le sien le neuf février de la même année. Les enquêtes conduites dans le premier État avant la déclaration de candidature de Donald Trump distinguaient une avance confortable du gouverneur du Wisconsin Scott Walker, le favori du moment Jeb Bush ne figurant qu'en milieu de peloton avec des candidats comme Ben Carson, Rand Paul ou encore l'ancien gouverneur de l'Arkansas Mike Huckabee. Cet avantage de Scott Walker peut se justifier par l'originalité des idées politiques des républicains de l'Iowa. Petit État du Midwest, il s'agit d'une terre rurale et agricole, avec une forte population chrétienne évangélique très attachée aux valeurs familiales et traditionnelles. Le discours chrétien très affirmé de Scott Walker lui a sans doute permis de tenir la tête un certain temps dans les intentions de vote de cet État. A contrario, dans le deuxième État à tenir ses primaires, le New Hampshire, c'est Jeb Bush qui garde généralement une nette avance sur ses rivaux jusqu'à l'entrée en campagne de Donald Trump. En février 2015, il ainsi crédité de 16 % des intentions de vote selon CNN  et Bloomberg. 
Cependant, dès l'annonce de sa candidature, le milliardaire new-yorkais gagne peu à peu du terrain dans les deux États. Dans le New Hampshire, il rattrape progressivement Jeb Bush, avec 11 % de soutien contre 16 % pour le gouverneur de Floride selon CNN et 12 % contre 21 % selon Gravis Marketing. Donald Trump, profitant d'une dynamique nationale, dépasse finalement Jeb Bush dans les intentions de vote des potentiels électeurs républicains au mois de juillet. Il garde une large avance jusqu'au jour du scrutin, pas un seul sondage ne donnant un autre candidat devant lui depuis lors. Dans l'Iowa, le discours chrétien et conservateur de Scott Walker ne lui permet pas non plus de contenir la vague anti-système que représente Donald Trump. Celui-ci dépasse le gouverneur de Wisconsin à partir du mois d'août. Ainsi, CNN donne une avance de Donald Trump équivalente à 8 % dans une enquête publiée le 12 août, Scott Walker s'effondrant à 9 %, à la troisième place, derrière l'outsider Ben Carson, nouvelle surprise de la course. Ce dernier talonne Donald Trump dans les intentions de vote des électeurs de l'Iowa jusqu'à la mi-octobre. À compter de cette période, Ben Carson prend un net avantage face au milliardaire, avec par exemple, un soutien des électeurs républicains crédité à hauteur de 28 % selon un sondage de Bloomberg, contre seulement 19 % pour Donald Trump, en deuxième position. Néanmoins, Trump parvient à reprendre en main la situation quelques semaines plus tard, vers la mi-novembre. Effectivement, un autre prétendant semble percer au détriment de Ben Carson. Il s'agit du sénateur du Texas Ted Cruz, qui paraît attirer vers sa candidature une grande partie des électeurs du neurochirurgien. D'après un sondage réalisé au mois de novembre par CBS News, Donald Trump est crédité de 30 % des intentions de vote, 21 % pour Ted Cruz, et à peine 19 % pour Ben Carson, désormais troisième du classement. Depuis cet instant jusqu'à la tenue des caucus, les sondages se contredisent quant à la première place du podium. Certains placent Ted Cruz en tête, et d'autres prétendent que c'est toujours Donald Trump qui domine le champ. Malgré tout, c'est finalement Ted Cruz qui remporte le scrutin, réunissant près de 28 % des suffrages exprimés, contre 24 % pour Donald Trump. Notons par ailleurs que le sénateur de Floride Marco Rubio, troisième homme, a réalisé un score bien plus élevé que dans les enquêtes d'opinion, avec 23 % des voix, alors qu'aucun sondage n'avait anticipé ce résultat.

### Résultats par État

Candidat arrivé en tête dans chaque État :
Ted Cruz
Donald Trump
Marco Rubio
John Kasich
Non-assigné

| Date  | État ou territoire     | Délégués | Distribution délégués      |                  | Trump      | Kasich    | Cruz      | Rubio     | Carson  | Bush    | Gilmore | Christie | Fiorina | Paul   | Huckabee | Santorum |
| Date  | État ou territoire     | Délégués | Distribution délégués      | Voix             | 14 009 098 | 4 287 325 | 7 810 477 | 3 513 879 | 857 023 | 286 634 | 146     | 24 373   | 15 259  | 8 481  | 3 345    | 1 779    |
| Date  | État ou territoire     | Délégués | Distribution délégués      | Délégués engagés | 1 457      | 160       | 553       | 166       | 7       | 4       | 0       | 0        | 1       | 2      | 1        | 0        |
| ----- | ---------------------- | -------- | -------------------------- | ---------------- | ---------- | --------- | --------- | --------- | ------- | ------- | ------- | -------- | ------- | ------ | -------- | -------- |
| 01/02 | Iowa                   | 30       | Proportionnelle            | %                | 24,30 %    | 1,86 %    | 27,64 %   | 23,12 %   | 9,30 %  | 2,80 %  | 0,01 %  | 1,76 %   | 1,86 %  | 4,54 % | 1,79 %   | 0,95 %   |
| 01/02 | Iowa                   | 30       | Proportionnelle            | Délégués engagés | 7          | 1         | 8         | 7         | 3       | 1       | -       | -        | 1       | 1      | 1        | -        |
| 01/02 | Iowa                   | 30       | Proportionnelle            | Voix             | 45 429     | 3 474     | 51 666    | 43 228    | 17 394  | 5 238   | 12      | 3 284    | 3 485   | 8 481  | 3 345    | 1 779    |
| 09/02 | New Hampshire          | 23       | Proportionnelle seuil 10 % | %                | 35,24 %    | 15,72 %   | 11,63 %   | 10,52 %   | 2,28 %  | 10,96 % | 0,05 %  | 7,38 %   | 4,12 %  |        |          |          |
| 09/02 | New Hampshire          | 23       | Proportionnelle seuil 10 % | Délégués engagés | 11         | 4         | 3         | 2         | -       | 3       | -       | -        | -       |        |          |          |
| 09/02 | New Hampshire          | 23       | Proportionnelle seuil 10 % | Voix             | 100 735    | 44 932    | 33 244    | 30 071    | 6 527   | 31 341  | 134     | 21 089   | 11 774  |        |          |          |
| 20/02 | Caroline du Sud        | 50       | Winner-take-all            | %                | 32,51 %    | 7,61 %    | 22,33 %   | 22,48 %   | 7,23 %  | 7,84 %  |         |          |         |        |          |          |
| 20/02 | Caroline du Sud        | 50       | Winner-take-all            | Délégués engagés | 50         | -         | -         | -         | -       | -       |         |          |         |        |          |          |
| 20/02 | Caroline du Sud        | 50       | Winner-take-all            | Voix             | 240 882    | 56 410    | 165 417   | 166 565   | 53 551  | 58 056  |         |          |         |        |          |          |
| 23/02 | Nevada                 | 28       | Proportionnelle            | %                | 45,75 %    | 3,59 %    | 21,30 %   | 23,77 %   | 4,79 %  |         |         |          |         |        |          |          |
| 23/02 | Nevada                 | 28       | Proportionnelle            | Délégués engagés | 14         | 1         | 6         | 7         | -       |         |         |          |         |        |          |          |
| 23/02 | Nevada                 | 28       | Proportionnelle            | Voix             | 34 531     | 2 709     | 16 079    | 17 940    | 3 619   |         |         |          |         |        |          |          |
| 01/03 | Alabama                | 50       | Winner-take-most           | %                | 43,42 %    | 4,43 %    | 21,09 %   | 18,66 %   | 10,22 % |         |         |          |         |        |          |          |
| 01/03 | Alabama                | 50       | Winner-take-most           | Délégués engagés | 36         | -         | 13        | 1         | -       |         |         |          |         |        |          |          |
| 01/03 | Alabama                | 50       | Winner-take-most           | Voix             | 371 736    | 37 970    | 180 606   | 159 805   | 87 515  |         |         |          |         |        |          |          |
| 01/03 | Alaska                 | 28       | Proportionnelle seuil 10 % | %                | 33,64 %    | 3,99 %    | 36,37 %   | 15,16 %   | 10,83 % |         |         |          |         |        |          |          |
| 01/03 | Alaska                 | 28       | Proportionnelle seuil 10 % | Délégués engagés | 11         | -         | 12        | 5         | -       |         |         |          |         |        |          |          |
| 01/03 | Alaska                 | 28       | Proportionnelle seuil 10 % | Voix             | 7 740      | 918       | 8 369     | 3 488     | 2 492   |         |         |          |         |        |          |          |
| 01/03 | Arkansas               | 40       | Proportionnelle seuil 10 % | %                | 32,75 %    | 3,71 %    | 30,47 %   | 24,90 %   | 5,70 %  |         |         |          |         |        |          |          |
| 01/03 | Arkansas               | 40       | Proportionnelle seuil 10 % | Délégués engagés | 16         | -         | 15        | 9         | -       |         |         |          |         |        |          |          |
| 01/03 | Arkansas               | 40       | Proportionnelle seuil 10 % | Voix             | 133 145    | 15 098    | 123 871   | 101 238   | 23 171  |         |         |          |         |        |          |          |
| 01/03 | Géorgie                | 76       | Proportionnelle seuil 10 % | %                | 38,81 %    | 5,59 %    | 23,60 %   | 24,45 %   | 6,23 %  |         |         |          |         |        |          |          |
| 01/03 | Géorgie                | 76       | Proportionnelle seuil 10 % | Délégués engagés | 42         | -         | 18        | 16        | -       |         |         |          |         |        |          |          |
| 01/03 | Géorgie                | 76       | Proportionnelle seuil 10 % | Voix             | 502 994    | 72 508    | 305 847   | 316 836   | 80 723  |         |         |          |         |        |          |          |
| 01/03 | Massachusetts          | 42       | Proportionnelle            | %                | 48,99 %    | 17,94 %   | 9,50 %    | 17,75 %   | 2,57 %  |         |         |          |         |        |          |          |
| 01/03 | Massachusetts          | 42       | Proportionnelle            | Délégués engagés | 22         | 8         | 4         | 8         | -       |         |         |          |         |        |          |          |
| 01/03 | Massachusetts          | 42       | Proportionnelle            | Voix             | 312 425    | 114 434   | 60 592    | 113 170   | 16 360  |         |         |          |         |        |          |          |
| 01/03 | Minnesota              | 38       | Proportionnelle seuil 10 % | %                | 21,30 %    | 5,75 %    | 28,99 %   | 36,48 %   | 7,30 %  |         |         |          |         |        |          |          |
| 01/03 | Minnesota              | 38       | Proportionnelle seuil 10 % | Délégués engagés | 8          | -         | 13        | 17        | -       |         |         |          |         |        |          |          |
| 01/03 | Minnesota              | 38       | Proportionnelle seuil 10 % | Voix             | 24 019     | 6 488     | 32 682    | 41 129    | 8 231   |         |         |          |         |        |          |          |
| 01/03 | Oklahoma               | 41       | Proportionnelle seuil 10 % | %                | 28,32 %    | 3,59 %    | 34,37 %   | 26,01 %   | 6,22 %  |         |         |          |         |        |          |          |
| 01/03 | Oklahoma               | 41       | Proportionnelle seuil 10 % | Délégués engagés | 14         | -         | 15        | 12        | -       |         |         |          |         |        |          |          |
| 01/03 | Oklahoma               | 41       | Proportionnelle seuil 10 % | Voix             | 130 267    | 16 524    | 158 078   | 119 633   | 28 601  |         |         |          |         |        |          |          |
| 01/03 | Tennessee              | 58       | Proportionnelle seuil 10 % | %                | 38,94 %    | 5,29 %    | 24,71 %   | 21,18 %   | 7,59 %  |         |         |          |         |        |          |          |
| 01/03 | Tennessee              | 58       | Proportionnelle seuil 10 % | Délégués engagés | 33         | -         | 16        | 9         | -       |         |         |          |         |        |          |          |
| 01/03 | Tennessee              | 58       | Proportionnelle seuil 10 % | Voix             | 333 180    | 45 301    | 211 471   | 181 274   | 64 951  |         |         |          |         |        |          |          |
| 01/03 | Texas                  | 155      | Winner-take-most           | %                | 26,75 %    | 4,16 %    | 43,76 %   | 17,73 %   | 4,25 %  |         |         |          |         |        |          |          |
| 01/03 | Texas                  | 155      | Winner-take-most           | Délégués engagés | 48         | -         | 104       | 3         | -       |         |         |          |         |        |          |          |
| 01/03 | Texas                  | 155      | Winner-take-most           | Voix             | 757 628    | 120 257   | 1 239 393 | 502 227   | 117 780 |         |         |          |         |        |          |          |
| 01/03 | Vermont                | 16       | Proportionnelle seuil 20 % | %                | 32,72 %    | 30,39 %   | 9,71 %    | 19,31 %   | 4,17 %  |         |         |          |         |        |          |          |
| 01/03 | Vermont                | 16       | Proportionnelle seuil 20 % | Délégués engagés | 8          | 8         | -         | -         | -       |         |         |          |         |        |          |          |
| 01/03 | Vermont                | 16       | Proportionnelle seuil 20 % | Voix             | 19 969     | 18 543    | 5 927     | 11 781    | 2 542   |         |         |          |         |        |          |          |
| 01/03 | Virginie               | 49       | Proportionnelle            | %                | 34,73 %    | 9,42 %    | 16,90 %   | 31,91 %   | 5,86 %  |         |         |          |         |        |          |          |
| 01/03 | Virginie               | 49       | Proportionnelle            | Délégués engagés | 17         | 5         | 8         | 16        | 3       |         |         |          |         |        |          |          |
| 01/03 | Virginie               | 49       | Proportionnelle            | Voix             | 355 961    | 96 519    | 173 191   | 327 045   | 60 091  |         |         |          |         |        |          |          |
| 05/03 | Kansas                 | 40       | Winner-take-most           | %                | 23,35 %    | 11,07 %   | 47,50 %   | 16,83 %   |         |         |         |          |         |        |          |          |
| 05/03 | Kansas                 | 40       | Winner-take-most           | Délégués engagés | 9          | 1         | 24        | 6         |         |         |         |          |         |        |          |          |
| 05/03 | Kansas                 | 40       | Winner-take-most           | Voix             | 18 443     | 8 741     | 37 512    | 13 295    |         |         |         |          |         |        |          |          |
| 05/03 | Kentucky               | 46       | Proportionnelle            | %                | 35,92 %    | 14,42 %   | 31,57 %   | 16,36 %   |         |         |         |          |         |        |          |          |
| 05/03 | Kentucky               | 46       | Proportionnelle            | Délégués engagés | 17         | 7         | 15        | 7         |         |         |         |          |         |        |          |          |
| 05/03 | Kentucky               | 46       | Proportionnelle            | Voix             | 82 494     | 33 129    | 72 501    | 37 582    |         |         |         |          |         |        |          |          |
| 05/03 | Louisiane              | 43       | Proportionnelle seuil 10 % | %                | 41,45 %    | 6,43 %    | 37,83 %   | 11,22 %   |         |         |         |          |         |        |          |          |
| 05/03 | Louisiane              | 43       | Proportionnelle seuil 10 % | Délégués engagés | 25         | -         | 18        | -         |         |         |         |          |         |        |          |          |
| 05/03 | Louisiane              | 43       | Proportionnelle seuil 10 % | Voix             | 124 854    | 19 359    | 113 968   | 33 813    |         |         |         |          |         |        |          |          |
| 05/03 | Maine                  | 23       | Proportionnelle seuil 10 % | %                | 32,59 %    | 12,19 %   | 45,90 %   | 8,01 %    |         |         |         |          |         |        |          |          |
| 05/03 | Maine                  | 23       | Proportionnelle seuil 10 % | Délégués engagés | 9          | 2         | 12        | -         |         |         |         |          |         |        |          |          |
| 05/03 | Maine                  | 23       | Proportionnelle seuil 10 % | Voix             | 6 070      | 2 270     | 8 550     | 1 492     |         |         |         |          |         |        |          |          |
| 06/03 | Porto Rico             | 23       | Winner-take-all            | %                | 13,05 %    | 1,33 %    | 8,63 %    | 71,02 %   |         |         |         |          |         |        |          |          |
| 06/03 | Porto Rico             | 23       | Winner-take-all            | Délégués engagés | -          | -         | -         | 23        |         |         |         |          |         |        |          |          |
| 06/03 | Porto Rico             | 23       | Winner-take-all            | Voix             | 5 052      | 516       | 3 340     | 27 485    |         |         |         |          |         |        |          |          |
| 08/03 | Hawaii                 | 19       | Proportionnelle seuil 10 % | %                | 42,40 %    | 10,57 %   | 32,74 %   | 13,16 %   |         |         |         |          |         |        |          |          |
| 08/03 | Hawaii                 | 19       | Proportionnelle seuil 10 % | Délégués engagés | 11         | -         | 7         | 1         |         |         |         |          |         |        |          |          |
| 08/03 | Hawaii                 | 19       | Proportionnelle seuil 10 % | Voix             | 5 673      | 1 414     | 4 380     | 1 761     |         |         |         |          |         |        |          |          |
| 08/03 | Idaho                  | 32       | Proportionnelle seuil 20 % | %                | 28,11 %    | 7,43 %    | 45,42 %   | 15,91 %   |         |         |         |          |         |        |          |          |
| 08/03 | Idaho                  | 32       | Proportionnelle seuil 20 % | Délégués engagés | 12         | -         | 20        | -         |         |         |         |          |         |        |          |          |
| 08/03 | Idaho                  | 32       | Proportionnelle seuil 20 % | Voix             | 62 474     | 16 518    | 100 943   | 35 349    |         |         |         |          |         |        |          |          |
| 08/03 | Michigan               | 59       | Proportionnelle seuil 10 % | %                | 36,50 %    | 24,23 %   | 24,86 %   | 9,32 %    |         |         |         |          |         |        |          |          |
| 08/03 | Michigan               | 59       | Proportionnelle seuil 10 % | Délégués engagés | 25         | 17        | 17        | -         |         |         |         |          |         |        |          |          |
| 08/03 | Michigan               | 59       | Proportionnelle seuil 10 % | Voix             | 482 825    | 320 505   | 328 894   | 123 231   |         |         |         |          |         |        |          |          |
| 08/03 | Mississippi            | 40       | Winner-take-most           | %                | 47,24 %    | 8,84 %    | 36,12 %   | 5,26 %    |         |         |         |          |         |        |          |          |
| 08/03 | Mississippi            | 40       | Winner-take-most           | Délégués engagés | 25         | -         | 15        | -         |         |         |         |          |         |        |          |          |
| 08/03 | Mississippi            | 40       | Winner-take-most           | Voix             | 196 659    | 36 795    | 150 364   | 21 885    |         |         |         |          |         |        |          |          |
| 10/03 | Iles Vierges           | 6        | Proportionnelle            | %                | 6,39 %     | -         | 11,74 %   | 9,90 %    |         |         |         |          |         |        |          |          |
| 10/03 | Iles Vierges           | 6        | Proportionnelle            | Délégués engagés | 6          | -         | -         | -         |         |         |         |          |         |        |          |          |
| 10/03 | Iles Vierges           | 6        | Proportionnelle            | Délégués libres  | 3          | -         | -         | -         |         |         |         |          |         |        |          |          |
| 10/03 | Iles Vierges           | 6        | Proportionnelle            | Délégués         | 9          | -         | -         | -         |         |         |         |          |         |        |          |          |
| 10/03 | Iles Vierges           | 6        | Proportionnelle            | Voix             | 104        | -         | 191       | 161       |         |         |         |          |         |        |          |          |
| 12/03 | Guam                   | 0        | NC                         | %                | NC         | -         | -         | -         |         |         |         |          |         |        |          |          |
| 12/03 | Guam                   | 0        | NC                         | Délégués libres  | 9          | -         | -         | -         |         |         |         |          |         |        |          |          |
| 12/03 | Guam                   | 0        | NC                         | Voix             | NC         | -         | -         | -         |         |         |         |          |         |        |          |          |
| 12/03 | Washington (DC)        | 19       | Proportionnelle seuil 20 % | %                | 13,77 %    | 35,54 %   | 12,36 %   | 37,30 %   |         |         |         |          |         |        |          |          |
| 12/03 | Washington (DC)        | 19       | Proportionnelle seuil 20 % | Délégués engagés | -          | 9         | -         | 10        |         |         |         |          |         |        |          |          |
| 12/03 | Washington (DC)        | 19       | Proportionnelle seuil 20 % | Voix             | 391        | 1 009     | 351       | 1 059     |         |         |         |          |         |        |          |          |
| 12/03 | Wyoming                | 25       | NC                         | %                | NC         | -         | NC        | NC        |         |         |         |          |         |        |          |          |
| 12/03 | Wyoming                | 25       | NC                         | Délégués engagés | 1          | -         | 23        | 1         |         |         |         |          |         |        |          |          |
| 12/03 | Wyoming                | 25       | NC                         | Délégués libres  | 0          | -         | 1         | 0         |         |         |         |          |         |        |          |          |
| 12/03 | Wyoming                | 25       | NC                         | Délégués         | 1          | -         | 24        | 1         |         |         |         |          |         |        |          |          |
| 12/03 | Wyoming                | 25       | NC                         | Voix             | NC         | -         | NC        | NC        |         |         |         |          |         |        |          |          |
| 15/03 | Caroline du Nord       | 72       | Proportionnelle            | %                | 40,23 %    | 12,67 %   | 36,76 %   | 7,73 %    |         |         |         |          |         |        |          |          |
| 15/03 | Caroline du Nord       | 72       | Proportionnelle            | Délégués engagés | 29         | 9         | 27        | 6         |         |         |         |          |         |        |          |          |
| 15/03 | Caroline du Nord       | 72       | Proportionnelle            | Voix             | 462 465    | 145 678   | 422 651   | 88 915    |         |         |         |          |         |        |          |          |
| 15/03 | Floride                | 99       | Winner-take-all            | %                | 45,72 %    | 6,8 %     | 17,1 %    | 27,04 %   |         |         |         |          |         |        |          |          |
| 15/03 | Floride                | 99       | Winner-take-all            | Délégués engagés | 99         | -         | -         | -         |         |         |         |          |         |        |          |          |
| 15/03 | Floride                | 99       | Winner-take-all            | Voix             | 1 079 870  | 159 976   | 404 891   | 638 661   |         |         |         |          |         |        |          |          |
| 15/03 | Îles Mariannes du Nord | 9        | Winner-take-all            | %                | 72,82 %    | 2,12 %    | 23,99 %   | 1,06 %    |         |         |         |          |         |        |          |          |
| 15/03 | Îles Mariannes du Nord | 9        | Winner-take-all            | Délégués engagés | 9          | -         | -         | -         |         |         |         |          |         |        |          |          |
| 15/03 | Îles Mariannes du Nord | 9        | Winner-take-all            | Voix             | 343        | 10        | 113       | 5         |         |         |         |          |         |        |          |          |
| 15/03 | Illinois               | 69       | Winner-take-most           | %                | 38,80 %    | 19,74 %   | 30,23 %   | 8,74 %    |         |         |         |          |         |        |          |          |
| 15/03 | Illinois               | 69       | Winner-take-most           | Délégués engagés | 54         | 6         | 9         | -         |         |         |         |          |         |        |          |          |
| 15/03 | Illinois               | 69       | Winner-take-most           | Voix             | 562 464    | 286 118   | 438 235   | 126 681   |         |         |         |          |         |        |          |          |
| 15/03 | Missouri               | 52       | Winner-take-most           | %                | 40,84 %    | 10,10 %   | 40,63 %   | 6,09 %    |         |         |         |          |         |        |          |          |
| 15/03 | Missouri               | 52       | Winner-take-most           | Délégués engagés | 37         | -         | 15        | -         |         |         |         |          |         |        |          |          |
| 15/03 | Missouri               | 52       | Winner-take-most           | Voix             | 383 631    | 94 857    | 381 666   | 57 244    |         |         |         |          |         |        |          |          |
| 15/03 | Ohio                   | 66       | Winner-take-all            | %                | 35,61 %    | 46,83 %   | 13,10 %   | 2,91 %    |         |         |         |          |         |        |          |          |
| 15/03 | Ohio                   | 66       | Winner-take-all            | Délégués engagés | -          | 66        | -         | -         |         |         |         |          |         |        |          |          |
| 15/03 | Ohio                   | 66       | Winner-take-all            | Voix             | 727 585    | 956 762   | 267 592   | 59 418    |         |         |         |          |         |        |          |          |
| 22/03 | Arizona                | 58       | Winner-take-all            | %                | 45,95 %    | 10,0 %    | 27,61 %   |           |         |         |         |          |         |        |          |          |
| 22/03 | Arizona                | 58       | Winner-take-all            | Délégués engagés | 58         | -         | -         |           |         |         |         |          |         |        |          |          |
| 22/03 | Arizona                | 58       | Winner-take-all            | Voix             | 286 743    | 65 965    | 172 294   |           |         |         |         |          |         |        |          |          |
| 22/03 | Samoa américaines      | 0        | NC                         | %                | NC         | -         | -         |           |         |         |         |          |         |        |          |          |
| 22/03 | Samoa américaines      | 0        | NC                         | Délégués libres  | 9          | -         | -         |           |         |         |         |          |         |        |          |          |
| 22/03 | Samoa américaines      | 0        | NC                         | Voix             | NC         | -         | -         |           |         |         |         |          |         |        |          |          |
| 22/03 | Utah                   | 40       | Winner-take-all            | %                | 14,03 %    | 16,81 %   | 69,17 %   |           |         |         |         |          |         |        |          |          |
| 22/03 | Utah                   | 40       | Winner-take-all            | Délégués engagés | -          | -         | 40        |           |         |         |         |          |         |        |          |          |
| 22/03 | Utah                   | 40       | Winner-take-all            | Voix             | 24 861     | 29 779    | 122 563   |           |         |         |         |          |         |        |          |          |
| 01/04 | Dakota du Nord         | 0        | NC                         | %                | NC         | -         | NC        |           |         |         |         |          |         |        |          |          |
| 01/04 | Dakota du Nord         | 0        | NC                         | Délégués libres  | 17         | -         | 11        |           |         |         |         |          |         |        |          |          |
| 01/04 | Dakota du Nord         | 0        | NC                         | Voix             | NC         | -         | NC        |           |         |         |         |          |         |        |          |          |
| 02/04 | Colorado               | 34       | Winner-take-all            | %                | NC         | -         | NC        |           |         |         |         |          |         |        |          |          |
| 02/04 | Colorado               | 34       | Winner-take-all            | Délégués engagés | 1          | -         | 33        |           |         |         |         |          |         |        |          |          |
| 02/04 | Colorado               | 34       | Winner-take-all            | Voix             | NC         | -         | NC        |           |         |         |         |          |         |        |          |          |
| 05/04 | Wisconsin              | 42       | Winner-take-most           | %                | 35,02 %    | 14,10 %   | 48,20 %   |           |         |         |         |          |         |        |          |          |
| 05/04 | Wisconsin              | 42       | Winner-take-most           | Délégués engagés | 6          | -         | 36        |           |         |         |         |          |         |        |          |          |
| 05/04 | Wisconsin              | 42       | Winner-take-most           | Voix             | 387 295    | 155 902   | 533 079   |           |         |         |         |          |         |        |          |          |
| 19/04 | New York               | 95       | Proportionnelle seuil 20 % | %                | 59,21 %    | 24,68 %   | 14,53 %   |           |         |         |         |          |         |        |          |          |
| 19/04 | New York               | 95       | Proportionnelle seuil 20 % | Délégués engagés | 89         | 6         | -         |           |         |         |         |          |         |        |          |          |
| 19/04 | New York               | 95       | Proportionnelle seuil 20 % | Voix             | 554 522    | 231 166   | 136 083   |           |         |         |         |          |         |        |          |          |
| 26/04 | Connecticut            | 28       | Proportionnelle            | %                | 57,87 %    | 28,36 %   | 11,71 %   |           |         |         |         |          |         |        |          |          |
| 26/04 | Connecticut            | 28       | Proportionnelle            | Délégués engagés | 28         | -         | -         |           |         |         |         |          |         |        |          |          |
| 26/04 | Connecticut            | 28       | Proportionnelle            | Voix             | 123 484    | 60 503    | 24 978    |           |         |         |         |          |         |        |          |          |
| 26/04 | Delaware               | 16       | Winner-take-all            | %                | 60,77 %    | 20,35 %   | 15,90 %   |           |         |         |         |          |         |        |          |          |
| 26/04 | Delaware               | 16       | Winner-take-all            | Délégués engagés | 16         | -         | -         |           |         |         |         |          |         |        |          |          |
| 26/04 | Delaware               | 16       | Winner-take-all            | Voix             | 42 472     | 14 225    | 11 110    |           |         |         |         |          |         |        |          |          |
| 26/04 | Maryland               | 38       | Winner-take-most           | %                | 54,45 %    | 23,03 %   | 18,88 %   |           |         |         |         |          |         |        |          |          |
| 26/04 | Maryland               | 38       | Winner-take-most           | Délégués engagés | 38         | -         | -         |           |         |         |         |          |         |        |          |          |
| 26/04 | Maryland               | 38       | Winner-take-most           | Voix             | 236 627    | 100 086   | 82 043    |           |         |         |         |          |         |        |          |          |
| 26/04 | Pennsylvanie           | 17       | Winner-take-most           | %                | 56,71 %    | 19,36 %   | 21,66 %   |           |         |         |         |          |         |        |          |          |
| 26/04 | Pennsylvanie           | 17       | Winner-take-most           | Délégués engagés | 17         | -         | -         |           |         |         |         |          |         |        |          |          |
| 26/04 | Pennsylvanie           | 17       | Winner-take-most           | Délégués libres  | 42         | 3         | 4         |           |         |         |         |          |         |        |          |          |
| 26/04 | Pennsylvanie           | 17       | Winner-take-most           | Délégués         | 59         | 3         | 4         |           |         |         |         |          |         |        |          |          |
| 26/04 | Pennsylvanie           | 17       | Winner-take-most           | Voix             | 897 544    | 306 476   | 342 752   |           |         |         |         |          |         |        |          |          |
| 26/04 | Rhode Island           | 19       | Proportionnelle            | %                | 62,92 %    | 24,01 %   | 10,29 %   |           |         |         |         |          |         |        |          |          |
| 26/04 | Rhode Island           | 19       | Proportionnelle            | Délégués engagés | 12         | 5         | 2         |           |         |         |         |          |         |        |          |          |
| 26/04 | Rhode Island           | 19       | Proportionnelle            | Voix             | 39 221     | 14 963    | 6 416     |           |         |         |         |          |         |        |          |          |
| 03/05 | Indiana                | 57       | Winner-take-most           | %                | 53,26 %    | 7,57 %    | 36,63 %   |           |         |         |         |          |         |        |          |          |
| 03/05 | Indiana                | 57       | Winner-take-most           | Délégués engagés | 57         | -         | -         |           |         |         |         |          |         |        |          |          |
| 03/05 | Indiana                | 57       | Winner-take-most           | Voix             | 591 514    | 84 111    | 406 783   |           |         |         |         |          |         |        |          |          |
| 10/05 | Nebraska               | 36       | Winner-take-all            | %                | 61,47 %    |           |           |           |         |         |         |          |         |        |          |          |
| 10/05 | Nebraska               | 36       | Winner-take-all            | Délégués engagés | 36         |           |           |           |         |         |         |          |         |        |          |          |
| 10/05 | Nebraska               | 36       | Winner-take-all            | Voix             | 122 327    |           |           |           |         |         |         |          |         |        |          |          |
| 10/05 | Virginie-Occidentale   | 33       | Proportionnelle            | %                | 77,05 %    |           |           |           |         |         |         |          |         |        |          |          |
| 10/05 | Virginie-Occidentale   | 33       | Proportionnelle            | Délégués engagés | 32         |           |           |           |         |         |         |          |         |        |          |          |
| 10/05 | Virginie-Occidentale   | 33       | Proportionnelle            | Voix             | 157 238    |           |           |           |         |         |         |          |         |        |          |          |
| 17/05 | Oregon                 | 28       | Proportionnelle            | %                | 64,16 %    |           |           |           |         |         |         |          |         |        |          |          |
| 17/05 | Oregon                 | 28       | Proportionnelle            | Délégués engagés | 18         |           |           |           |         |         |         |          |         |        |          |          |
| 17/05 | Oregon                 | 28       | Proportionnelle            | Voix             | 252 748    |           |           |           |         |         |         |          |         |        |          |          |
| 24/05 | Washington             | 41       | Proportionnelle            | %                | 75,46 %    |           |           |           |         |         |         |          |         |        |          |          |
| 24/05 | Washington             | 41       | Proportionnelle            | Délégués engagés | 41         |           |           |           |         |         |         |          |         |        |          |          |
| 24/05 | Washington             | 41       | Proportionnelle            | Voix             | 455 023    |           |           |           |         |         |         |          |         |        |          |          |
| 07/06 | Californie             | 172      | Winner-take-most           | %                | 74,76 %    |           |           |           |         |         |         |          |         |        |          |          |
| 07/06 | Californie             | 172      | Winner-take-most           | Délégués engagés | 172        |           |           |           |         |         |         |          |         |        |          |          |
| 07/06 | Californie             | 172      | Winner-take-most           | Voix             | 1 665 126  |           |           |           |         |         |         |          |         |        |          |          |
| 07/06 | Dakota du Sud          | 29       | Winner-take-all            | %                | 67,09 %    |           |           |           |         |         |         |          |         |        |          |          |
| 07/06 | Dakota du Sud          | 29       | Winner-take-all            | Délégués engagés | 29         |           |           |           |         |         |         |          |         |        |          |          |
| 07/06 | Dakota du Sud          | 29       | Winner-take-all            | Voix             | 44 867     |           |           |           |         |         |         |          |         |        |          |          |
| 07/06 | Montana                | 27       | Winner-take-all            | %                | 73,68 %    |           |           |           |         |         |         |          |         |        |          |          |
| 07/06 | Montana                | 27       | Winner-take-all            | Délégués engagés | 27         |           |           |           |         |         |         |          |         |        |          |          |
| 07/06 | Montana                | 27       | Winner-take-all            | Voix             | 115 594    |           |           |           |         |         |         |          |         |        |          |          |
| 07/06 | New Jersey             | 51       | Winner-take-all            | %                | 80,44 %    |           |           |           |         |         |         |          |         |        |          |          |
| 07/06 | New Jersey             | 51       | Winner-take-all            | Délégués engagés | 51         |           |           |           |         |         |         |          |         |        |          |          |
| 07/06 | New Jersey             | 51       | Winner-take-all            | Voix             | 356 391    |           |           |           |         |         |         |          |         |        |          |          |
| 07/06 | Nouveau Mexique        | 24       | Proportionnelle            | %                | 70,64 %    |           |           |           |         |         |         |          |         |        |          |          |
| 07/06 | Nouveau Mexique        | 24       | Proportionnelle            | Délégués engagés | 24         |           |           |           |         |         |         |          |         |        |          |          |
| 07/06 | Nouveau Mexique        | 24       | Proportionnelle            | Voix             | 73 908     |           |           |           |         |         |         |          |         |        |          |          |

## Convention
La convention nationale du Parti républicain a eu lieu du 18 au 21 juillet 2016 à la Quicken Loans Arena à Cleveland, Ohio.
Donald Trump et Mike Pence sont officiellement désignés comme candidats du Parti républicain le 19 juillet 2016.
|                                          | Donald Trump | Ted Cruz | John Kasich | Marco Rubio | Ben Carson | Jeb Bush | Rand Paul | Carly Fiorina | Mike Huckabee |
| ---------------------------------------- | ------------ | -------- | ----------- | ----------- | ---------- | -------- | --------- | ------------- | ------------- |
| Votes à la suite des primaires           | 1 537        | 569      | 163         | 166         | 7          | 4        | 2         | 1             | 1             |
| Votes définitifs validés à la Convention | 1 725        | 475      | 120         | 114         | 7          | 3        | 2         | 0             | 0             |

Donald Trump obtient largement la majorité absolue avec 1 725 voix (70 % des délégués).

## Participation record des électeurs
Bien qu'un peu moins élevée qu'à celle du Parti démocrate, la participation à la primaire du Parti républicain est historiquement importante, avec environ 28,89 millions d'électeurs, une progression de 67,8 % par rapport aux 17,22 millions d'électeurs des primaires présidentielles du Parti républicain américain de 2012 et un chiffre qui représente près du double des 14,88 millions d'électeurs des primaires présidentielles du Parti républicain américain de 2008.

## Critique des médias
Lors de la primaire républicaine, un débat émerge sur l'impartialité des médias, globalement critiqués par une partie des journalistes pour avoir favorisé la candidature de Donald Trump en lui donnant beaucoup plus de couverture que les autres candidats républicains, tandis que d'autres estiment au contraire qu'il n'a pas été avantagé, car cette forte couverture lui a aussi attiré l'hostilité de beaucoup d'électeurs centristes. 
La candidature de Trump a en effet reçu une couverture très supérieure à celle des autres républicains, selon divers calculs effectués par le statisticien Nate Silver. Sur la période allant du 14 juin 2015 au 12 juillet 2015 un total de 46 % des articles traitait de la candidature Trump, comparé à 13 % pour celle de Jeb Bush, 9 % pour celle de Chris Christie, 8 % pour celle de Scott Walker, les candidatures de Cruz and Rubio n'étant mentionnées que dans 4 % des articles, et celles de Paul et Kasich dans 2 % d'entre eux. Le débat sur cette couverture déséquilibrée est accentué par le fait que plusieurs médias (Politico, BuzzFeed, Des Moines Register, Huffington Post) ont été temporairement exclus des événements organisés par Trump, ce qui est perçu comme une forme de pression par The Washington Post. Une étude de la société mediaQuant indique que le temps gratuitement consacré par les médias à Trump représente une valeur de 1,98 milliard de dollars, sur la base des tarifs publicitaires d'achat d'espace, soit neuf fois plus que pour son principal rival Jeb Bush, loin devant tous les autres candidats, ce qui permet au milliardaire de compenser le fait qu'il a acheté beaucoup moins de spots de publicité que les autres (10 millions de dollars contre 82 millions de dollars pour Jeb Bush).